# Skateboard

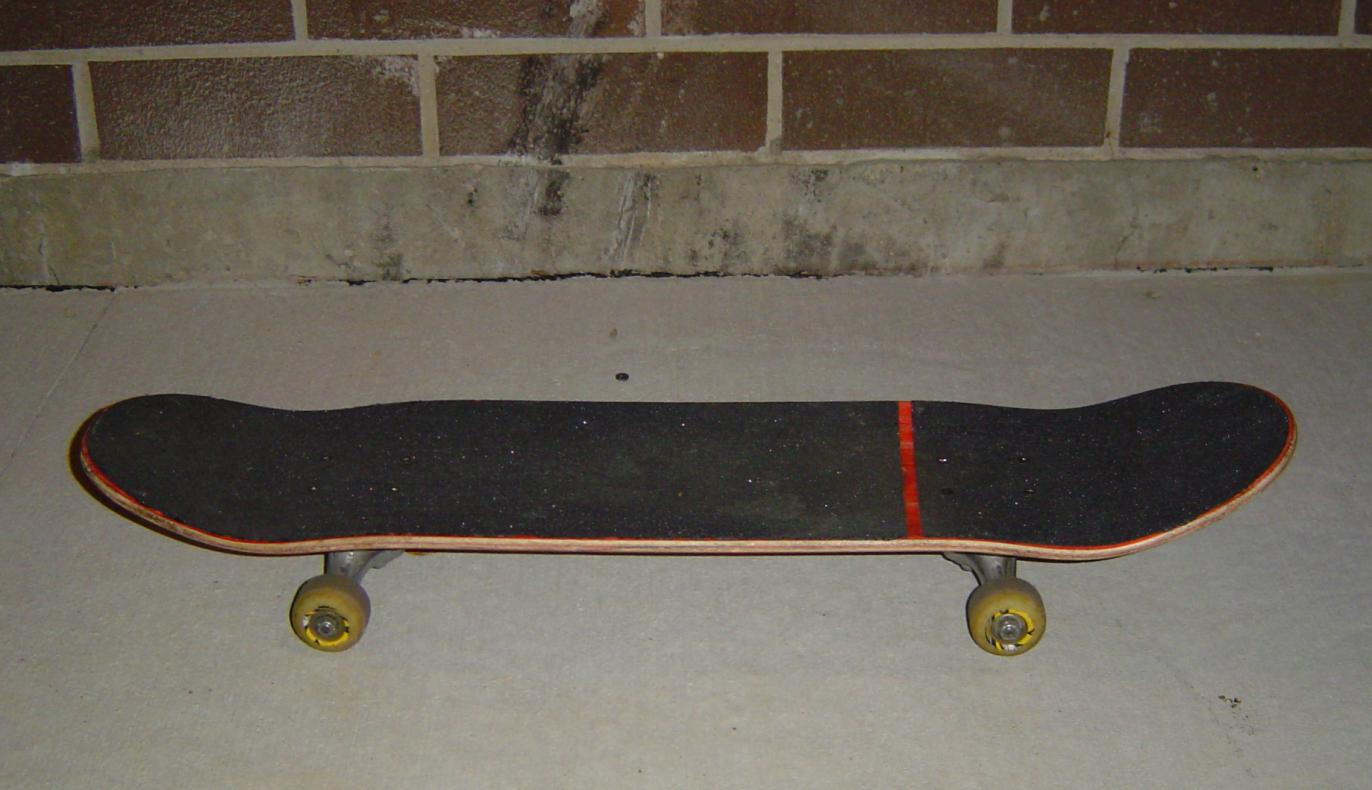
Un skateboard moderne de street.

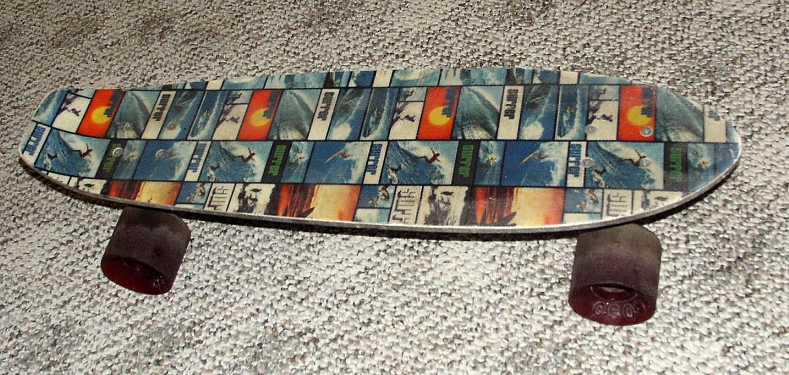
Un skateboard (cruiser) des années 1970 avec imprimé en fibre de verre.

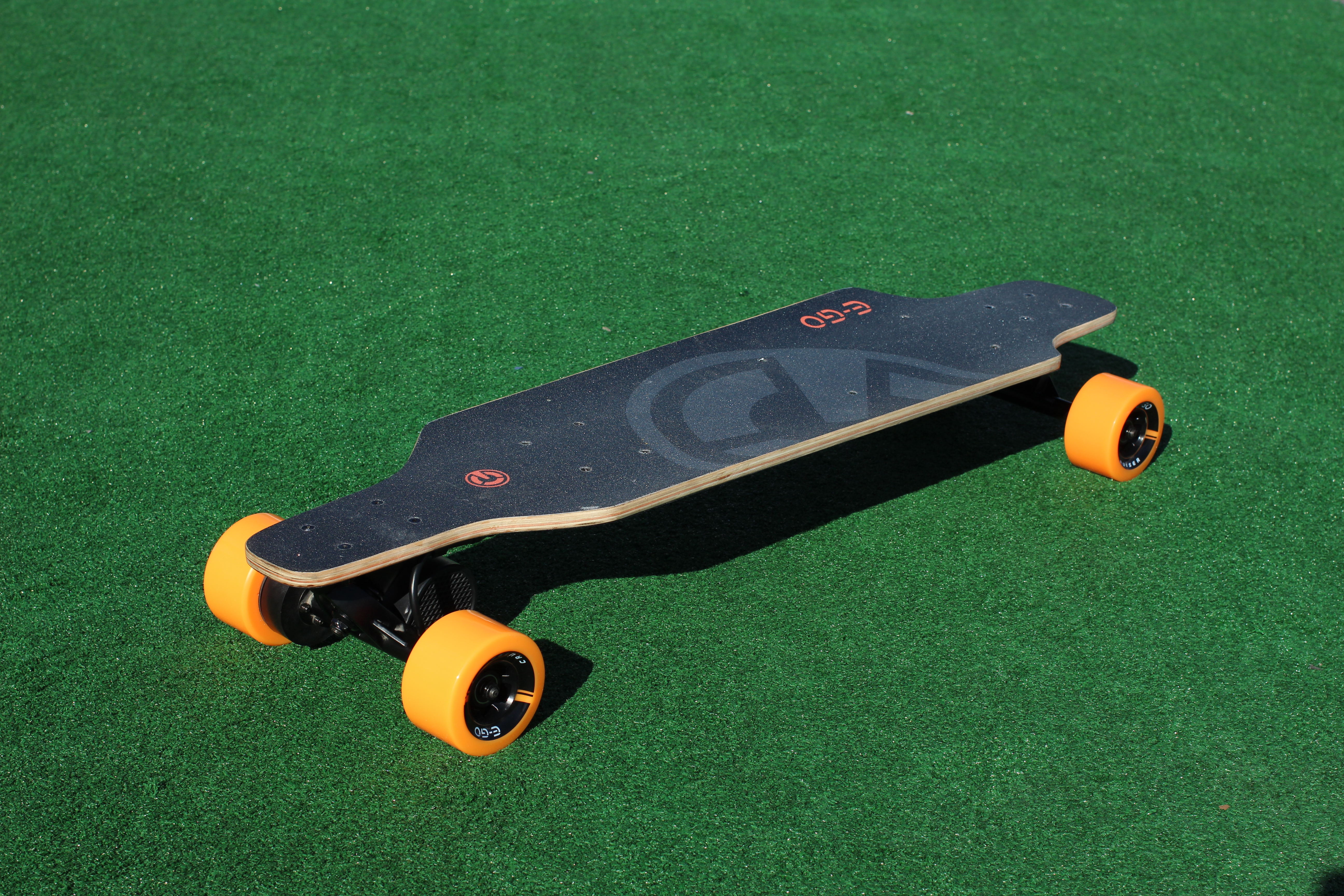
Un skateboard moderne de type longboard.

Un skateboard (/skeɪt.bɔɹd/), un skate,, une planche à roulettes, ou un rouli-roulant est un objet composé d'un plateau (planche) sous lequel sont fixés deux essieux (les trucks) maintenant chacun deux roues. Un skateboard est utilisé comme moyen de déplacement ou pour réaliser des figures acrobatiques (tricks), le plus souvent en environnement urbain, ou dans des espaces spécialement aménagés (skateparks).
Une personne utilise un skateboard en se maintenant debout en équilibre sur la planche et se propulse généralement par la poussée d'un pied sur le sol (push) ou bien par une technique d'appuis alternés des deux pieds sur les bords de la planche (pumping).
Le skateboard est aussi la pratique de cet objet, généralement considérée comme un sport, une activité récréative, une forme artistique ou un moyen de transport. Les pratiquants sont appelés « skateurs », « riders » ou « planchistes »,. Le verbe skater signifie « pratiquer le skateboard ».
Les premiers skateboards apparaissent aux États-Unis comme un jeu d'enfant, probablement dans les années 1950. Le skateboard est ensuite médiatisé en Californie à la fin des années 1950 par la communauté des surfeurs. La pratique encore marginale se popularise au milieu des années 1970, où il devient un phénomène de mode éphémère tant aux États-Unis qu'en Europe. À partir des années 1990, la pratique se confond avec la discipline du street devenue dominante. Le skateboard devient également un phénomène culturel mondial, avec notamment une forte influence sur la mode vestimentaire des jeunes.
En plus du street pratiqué typiquement dans les espaces publics urbains, il existe d'autres disciplines moins connues du grand public : la rampe (ou le bowl) pratiquée sur des modules artificiels aux pentes verticales, l'ancien freestyle sur le plat, la descente (downhill), pratique de vitesse sur des routes en pentes, ou plus récemment le longboard dancing. Diverses compétitions de street et de rampe/bowl sont organisées depuis les années 1980, avec des skateurs professionnels, et ces deux disciplines sont au programme des Jeux olympiques depuis 2021.
En 2009, le marché annuel du skateboard était estimé à 4,8 milliards de dollars américains (3,5 milliards d'euros) avec des pratiquants actifs généralement estimés entre 11 et 18 millions (2008). Les pratiquants seraient aux États-Unis 13 millions (2008), au Brésil presque 5 millions (2014) et plus de 200 000 en France (2010).

## Histoire

### Les origines variées

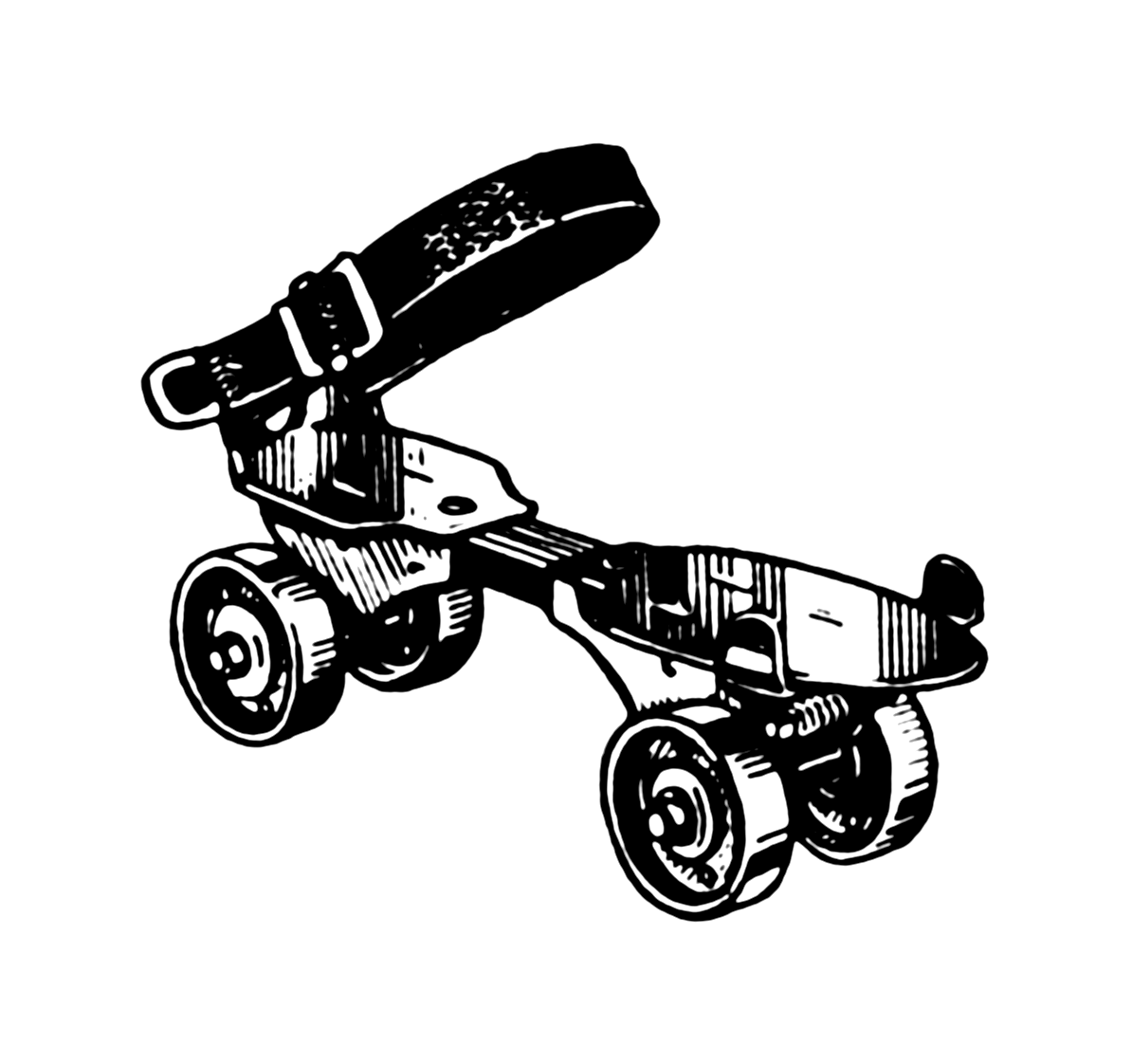
Patin à roulettes métalliques.

Les origines des premières planches munies de quatre roulettes sont mal connues. Des jeux d'enfants constitués d'une « boite » ou « planche » équipée de quatre roulettes ont été bricolés par différentes personnes en différents lieux des États-Unis. Dans la première moitié du XXe siècle, d'autres engins à roulette étaient populaires parmi les enfants américains : les patins à roulettes, les trottinettes bricolées avec une caisse de fruit et un patin (années 1910) et les trottinettes manufacturées (années 1930). À partir de 1945, le Skeeter Skate, planche à quatre grosses roues munie d'un guidon amovible, est équipé d'un axe (truck) permettant de diriger l'engin par appui sur les carres.
L'usage d'une planche munie de quatre roulettes est attesté chez des enfants afro-américains de Washington au début des années 1950.
Mais les premiers skateboards pourraient aussi avoir été expérimentés dès les années 1930 ou 1940 par des surfeurs de La Jolla (Californie) ; des skates sont déjà produits en nombre et distribués auprès des surfeurs vers 1957. La pratique concerne seulement la descente de pentes (downhill) et les petites roues métalliques se bloquent à la moindre aspérité de la route, provoquant la chute.

### Années 1960: le sidewalk surfboard

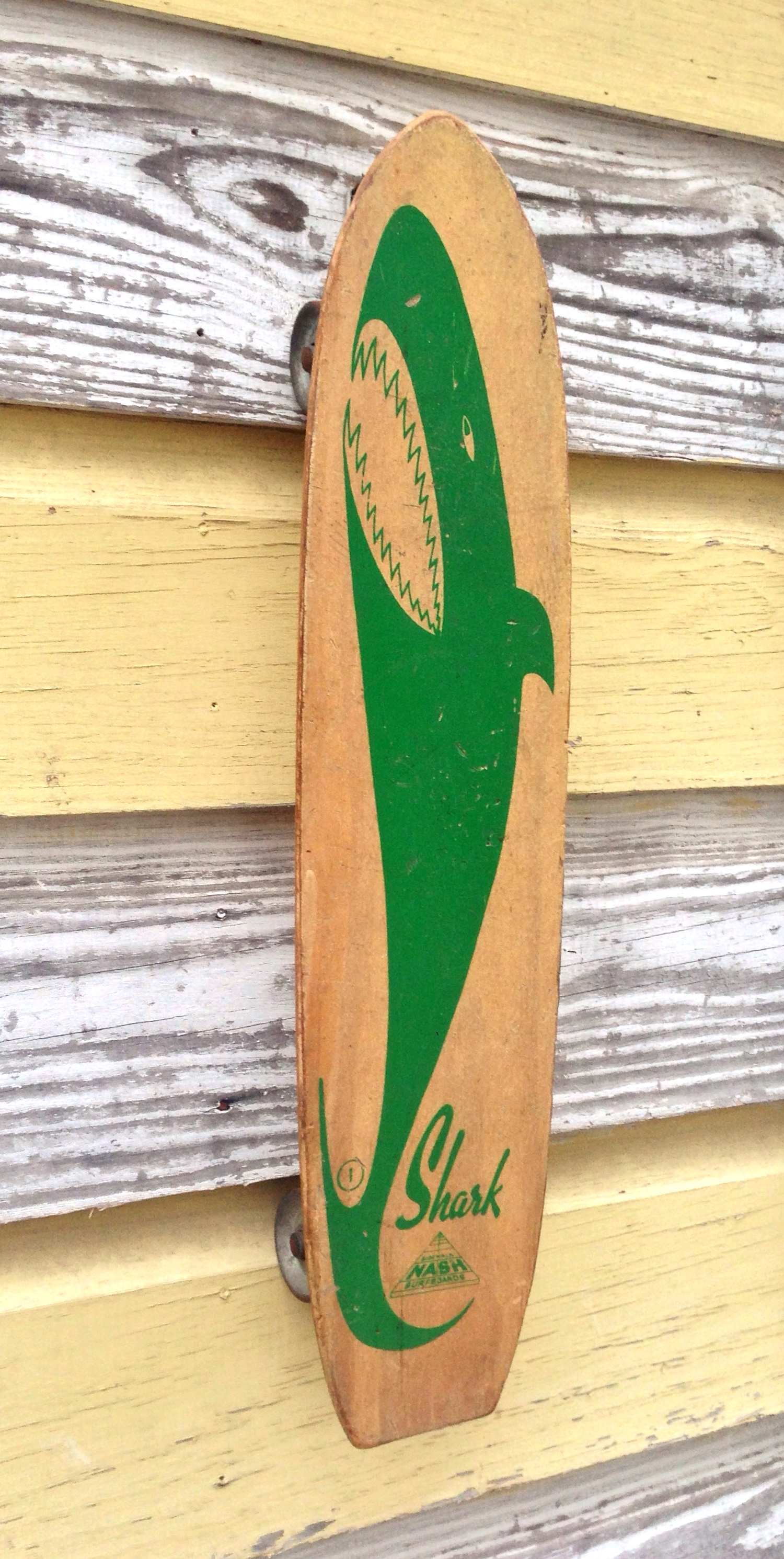
Un « sidewalk surfboard », Nash Shark, années 1960.

L'engin, dont la pratique a été médiatisée, a été popularisé en Californie à la fin des années 1950 par la communauté des surfeurs, avec des pionniers comme Mickey Muñoz et Phil Edwards. Cet engin est constitué d'une petite planche sur laquelle sont fixées des roulettes, dénommée roll-surf (littéralement « surf roulant » en français). Dérivant du surf, la pratique du skateboard reprend ainsi les valeurs des sports de glisse (marginalisation, rupture, fun, rébellion, etc.).
À cette époque, les planches sont en bois et lourdes, les trucks fixes, les roues en métal. Au début des années 1960 apparaissent les roues larges en céramique : plus accrocheuses et confortables sur le sol, elles facilitent aussi les virages et permettent les premières courbes. En 1969 apparait le premier tail relevé.
Les premiers skateboards industriels sont vendus sous la marque Humco en 1956. En 1960 est commercialisé le skateboard « Roller Derby ».
Très vite, le skateboard sera surnommé « sidewalk surfboard » ou « roll-surf », littéralement « planche à surfer les trottoirs », et deviendra de plus en plus populaire. Dans le film de Billy Wilder sorti en 1966 et tourné en 1965 The Fortune Cookie, une scène montre des enfants roulant sur des skateboards. En France, le magazine pour enfant Le Journal de Tintin tire un article sur le roll'surf en mai 1966, montrant des figures inspirées du surf, de la gymnastique et de l'athlétisme (saut en hauteur). Au Québec, toujours en 1966, Claude Jutra réalise Rouli-roulant, un court-métrage sur la passion de jeunes montréalais pour ce sport et la loi qui en interdit la pratique dans les rues.
La première compétition est organisée en 1963 en Californie. Le premier magazine, Skateboarder, est publié brièvement en 1964 et 1965.
En 1963, les premiers skates font leur apparition en Europe et en France notamment, où la première compétition se tient en 1965. Arnaud de Rosnay s'illustre à l'occasion des éditions du championnat de France 1965, 1966 et 1967.
Toutefois, la pratique reste marginale et peine à se développer. Le skate est jugé difficile et peu amusant pour le grand public, ce qui explique le manque d'engouement comparé au surf. À la fin des années 1960, concurrencée par d'autres modes, l'activité disparait rapidement et il devient même difficile d'acheter un skateboard.

### Années 1970: le skate grand public

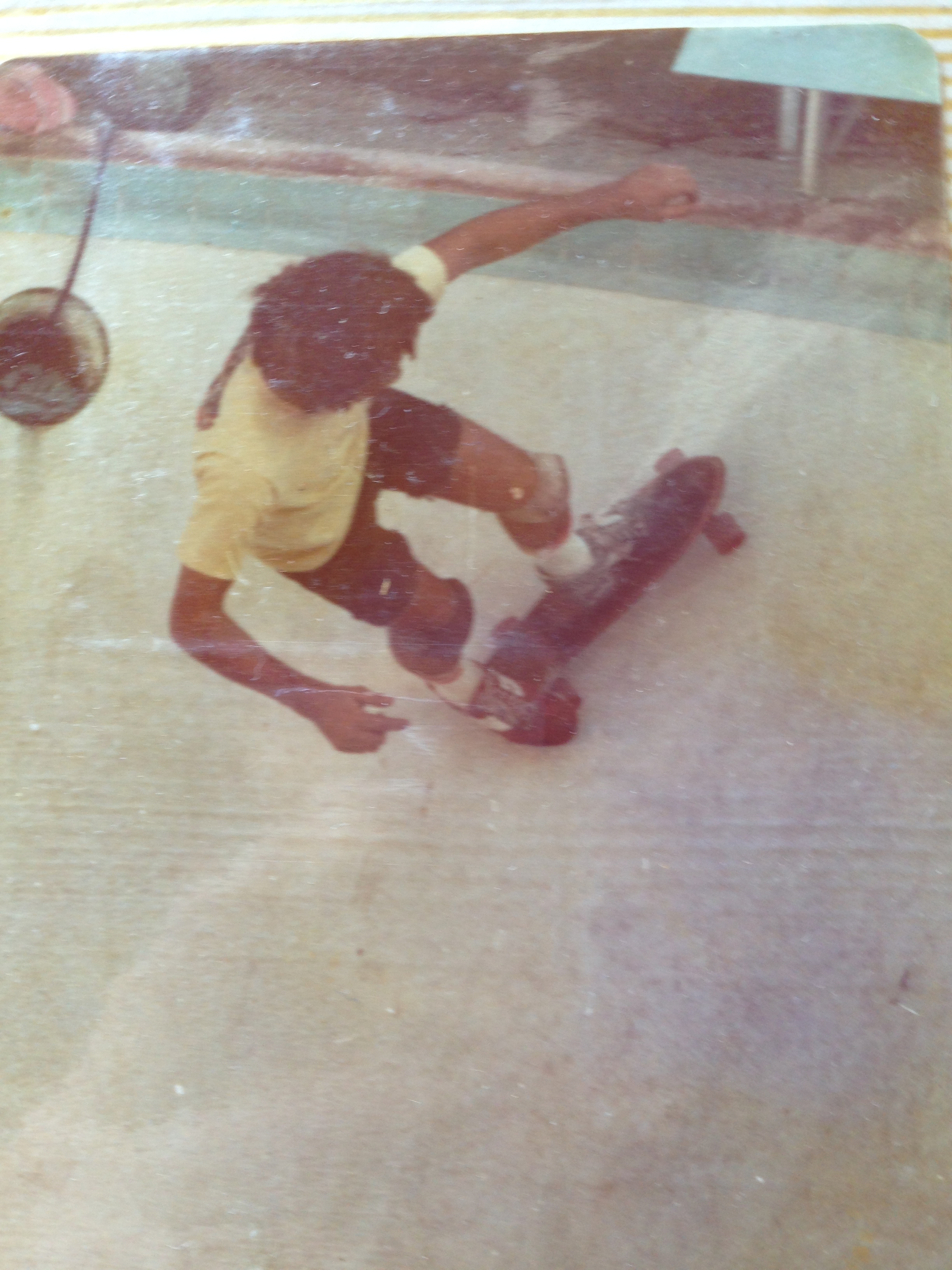
Bill Mooney dans une piscine, années 1970.

Au début des années 1970, les marques Bennett et Tracker inventent les trucks orientables, permettant des trajectoires en courbe.
En 1973, une innovation change la donne : les Californiens Frank Nasworthy et Bob Bahn mettent au point la roue en polyuréthane (une matière plastique) ; le skateboard moderne est né. Le succès est immédiat et le phénomène devient mondial dès 1974 avec la vente de plusieurs millions de planches : 15 millions de skates vendus en 1975 aux États-Unis. Le polyuréthane atténue en effet les vibrations provoquées par les aspérités du sol et accroît l'adhérence, ce qui améliore la maniabilité de la planche et favorise l'invention de nouvelles figures et du freestyle.
Le dérapage en descente est popularisée par Cliff Coleman au milieu des années 1970, avec la technique d'appui d'un gant sur le sol (Coleman slide), permettant de contrôler et freiner la planche à grande vitesse. Cette technique et ses dérivés permettent de skater dans de nouveaux environnements : pentes variées, routes à virages serrés et même routes à trafic. Critiquée au début de la décennie, la pratique de la descente de routes montagneuses (downhill) est peu à peu médiatisée et diverses petites courses illégales sont organisées en Californie.
Durant l'été 1975 à Los Angeles, des figures marquantes sont réalisées dans des piscines vidées (pool) et des fosses de drainage (ditch), alors que sévit une sécheresse. La légende mentionne notamment l'épopée d'un groupe de surfeurs, les Z-Boys, dont font partie Tony Alva (premiers aerials), Jay Adams et Stacy Peralta. Cette pratique spectaculaire est à l'origine des disciplines de rampe et bowl, mais aussi d'une nouvelle manière de skater « fluide et au ras du sol » ainsi que d'une image antisystème et élitiste.
Les innovations techniques et une production industrielle permettent une large diffusion du skateboard en Amérique du Nord et en Europe. Apparaissant comme un nouveau loisir à la mode et grand public, le skateboard rencontre un vif succès auprès des jeunes, avec une culture axée sur le fun (amusement) et un engouement pour les pratiques de saut, freestyle, slalom et descente. Les premiers skateparks voient le jour, tandis qu'une presse spécialisée émerge. En 1978, les pratiquants sont estimés à 11 millions aux États-Unis, 1,2 million en France.
En France, la discipline est reconnue comme sport en 1974 par le ministère des Sports et rejoint la fédération de surf. 27 skateparks sont créés en France entre 1974 et 1978.

### Années 1980: le skate underground et trash

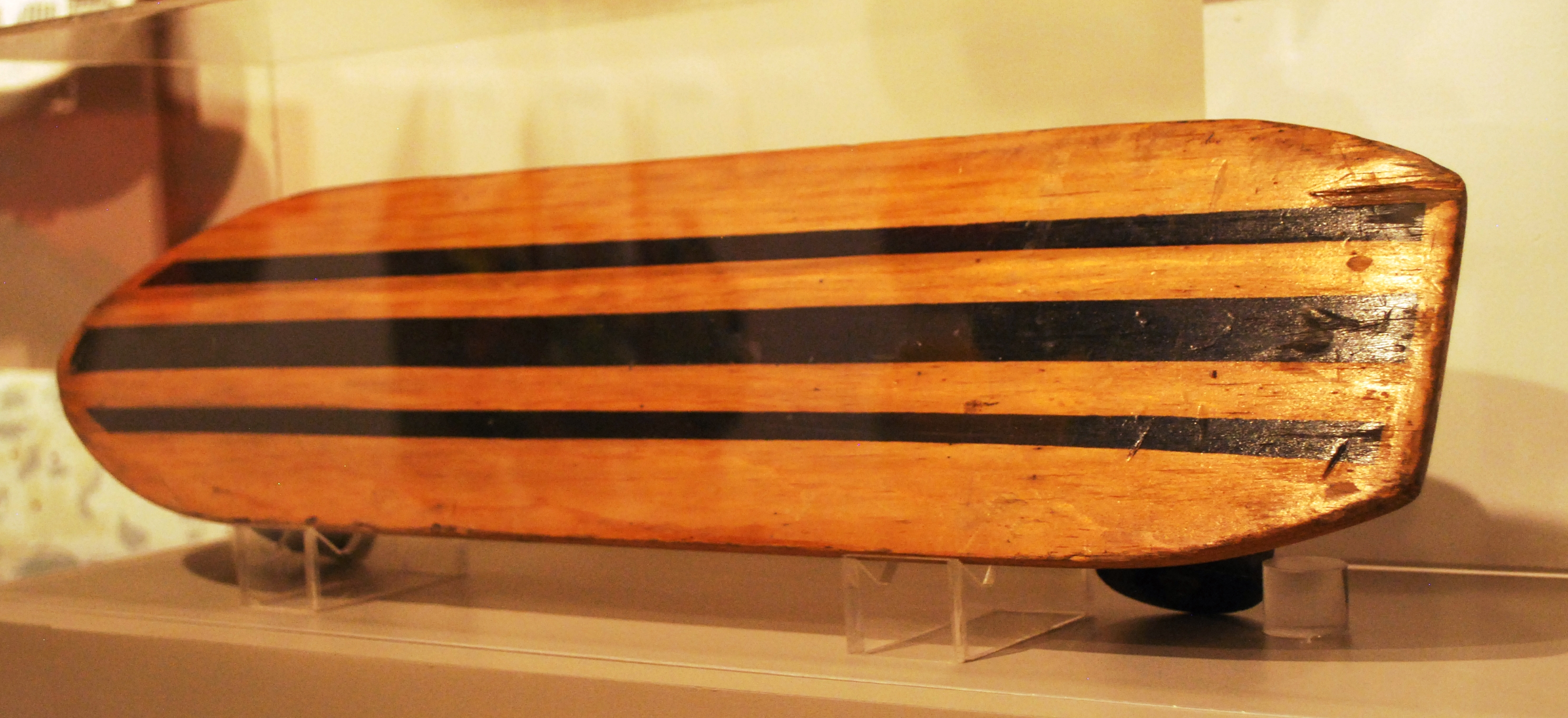
Planche des années 1980.

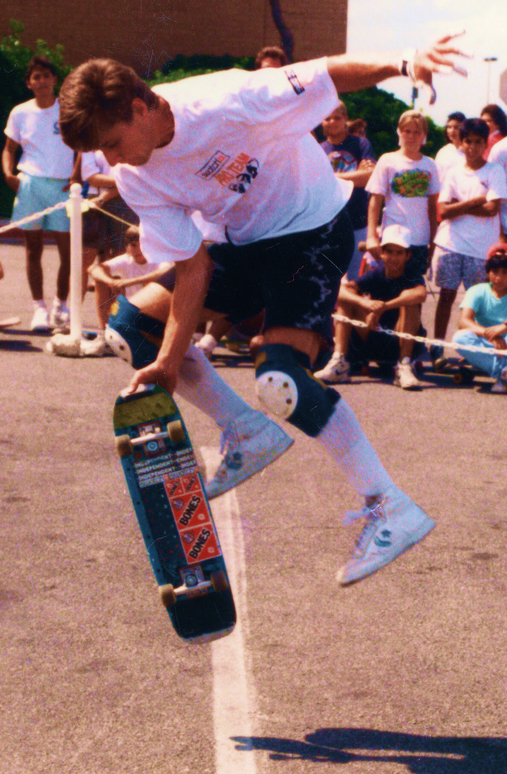
Pratique de freestyle par Rodney Mullen, 1988.

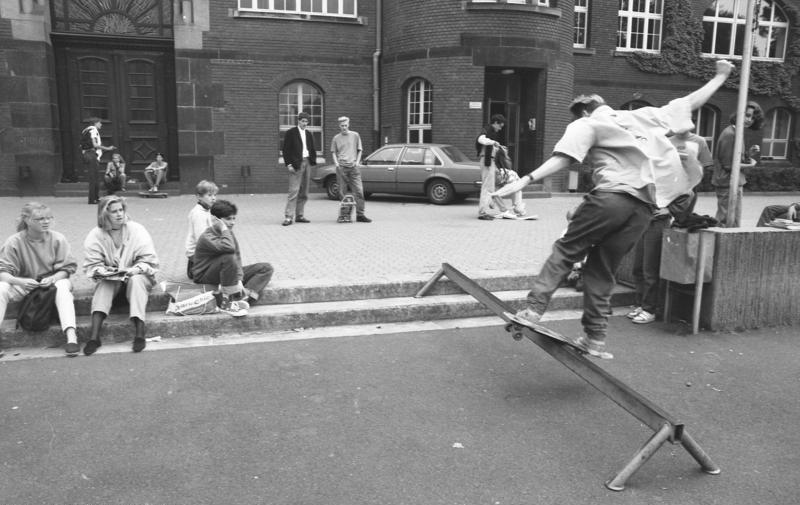
Pratique du street (slide sur un rail), Allemagne 1988.

Effet de mode éphémère et sport jugé dangereux, la pratique, l'industrie et la presse du skateboard s'effondre au début des années 1980. Aux États-Unis et en Europe, les skateparks publics sont abandonnés puis fermés.
Le skate devient alors un loisir underground. Les planches et la pratique évoluent vers un public restreint de passionnés, un esprit du trash (« malsain ») et le rapprochement avec d'autres cultures urbaines revendicatrices (graffiti, musiques). Cette nouvelle culture est diffusée par le magazine Thrasher Magazine (créé en 1981) avec sa devise « Skate and Destroy ». Le shape typique des planches devient large, avec un nose court et arrondi, un tail large et surélevé, à l'exemple des productions de Powell Peralta et d'autres petites entreprises fondées par des skateurs.
L'apparition d'une technique de saut sans tremplin ni pied au sol, le ollie, révolutionne la pratique tant en rampe que dans la rue. Avec le ollie sur le plat (1981), Natas Kaupas (inventeur du wall ride) et Mark Gonzales innovent dans l'utilisation du mobilier et des espaces urbains. C'est la naissance de la discipline du street et son utilisation des mains courantes, des rails, etc. Puis à la fin des années 1980, le franchissement des gaps : des sauts d'espaces, de marches. Apparaissent Rodney Mullen (popularisateur du kickflip), Mike Carroll.
En 1985, le film Retour vers le futur participe à populariser cette nouvelle culture skate. Urbaine, celle-ci est liée à des attributs vestimentaires (pantalons amples, baskets basses en toile, t-shirts graphiques) et musicaux.
Parallèlement, la pratique sur rampes a de plus en plus de succès au début de la décennie, et répand de nouvelles manières de skater. De petites rampes en contreplaqué sont bricolées par des particuliers. Le half-pipe est médiatisé par des compétitions et des skateurs de rampe se font connaitre, comme Tony Hawk, Steve Caballero, Colin McKay. Mais à la fin des années 1980, la pratique perd nettement en popularité au détriment du street.

### Années 1990: le succès dustreet

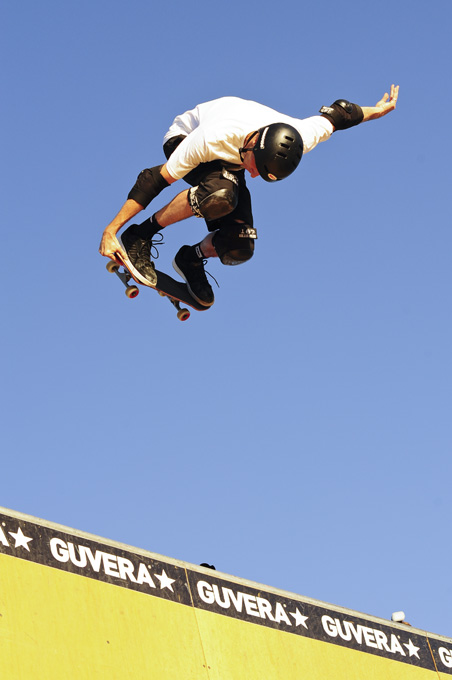
Tony Hawk, 2012.

Concurrencé par de nouveaux sports à la mode, comme le roller agressif, le skate subit une brève crise au début des années 1990. Après quelques années discrètes, le succès du street revient et la pratique ne cessera dorénavant de progresser à travers le monde. Le skateboard, et plus exactement la discipline sportive du street, devient un phénomène culturel mondial.
Entre 1992 et 1995, le skate met l'accent sur la technique, abandonnant quelque peu le côté esthétique. Cette époque verra l'émergence de centaines de nouveaux tricks : des flips, se créent et s'améliorent, Salman Agah "invente" le switch (le fait de pratiquer avec la jambe opposée à celle d'appel, à l'envers en quelque sorte).
Rodney Mullen est principalement, avec Natas Kaupas, celui qui est à l'origine du skate moderne et qui a inventé une vingtaine de figures dont le kickflip et le heelflip.
Après ces quelques années passées à parfaire leurs tricks (figures), les skateurs — imitant des stars comme Pepe Martinez (1973-2003) — reviennent à leurs premières amours, s'emparant plus que jamais de la rue. Une nouvelle fois, les gros gaps et les handrails sont mis à l'honneur, couplés cette fois-ci à la toute nouvelle technique.
À partir de 1995, la médiatisation mondiale des X Games crée un nouvel intérêt du grand public pour le skateboard. L'ancien skate rebelle et underground fait place à un grand spectacle de performances sportives, suivi par des millions de personnes. En même temps, les skateurs professionnels deviennent les ambassadeurs du marketing de grandes marques (vêtements, chaussures) visant les jeunes consommateurs masculins.
Si la rampe, très à la mode dans les années 1980, semble se marginaliser au début des années 1990, elle demeure néanmoins une discipline importante dans les compétitions et la médiatisation du skate. C'est l'époque, de Danny Way (considéré par certains comme le « plus grand ramprider de l'Histoire » ou encore le « maître de la vert' »), mais aussi de Rune Glifberg, Bucky Lasek, Tony Hawk, John Cardiel, Tony Trujillo. Au fil des années, la construction de skateparks ouvrira la discipline à de plus nombreux pratiquants.

### Des années 2000 à aujourd'hui

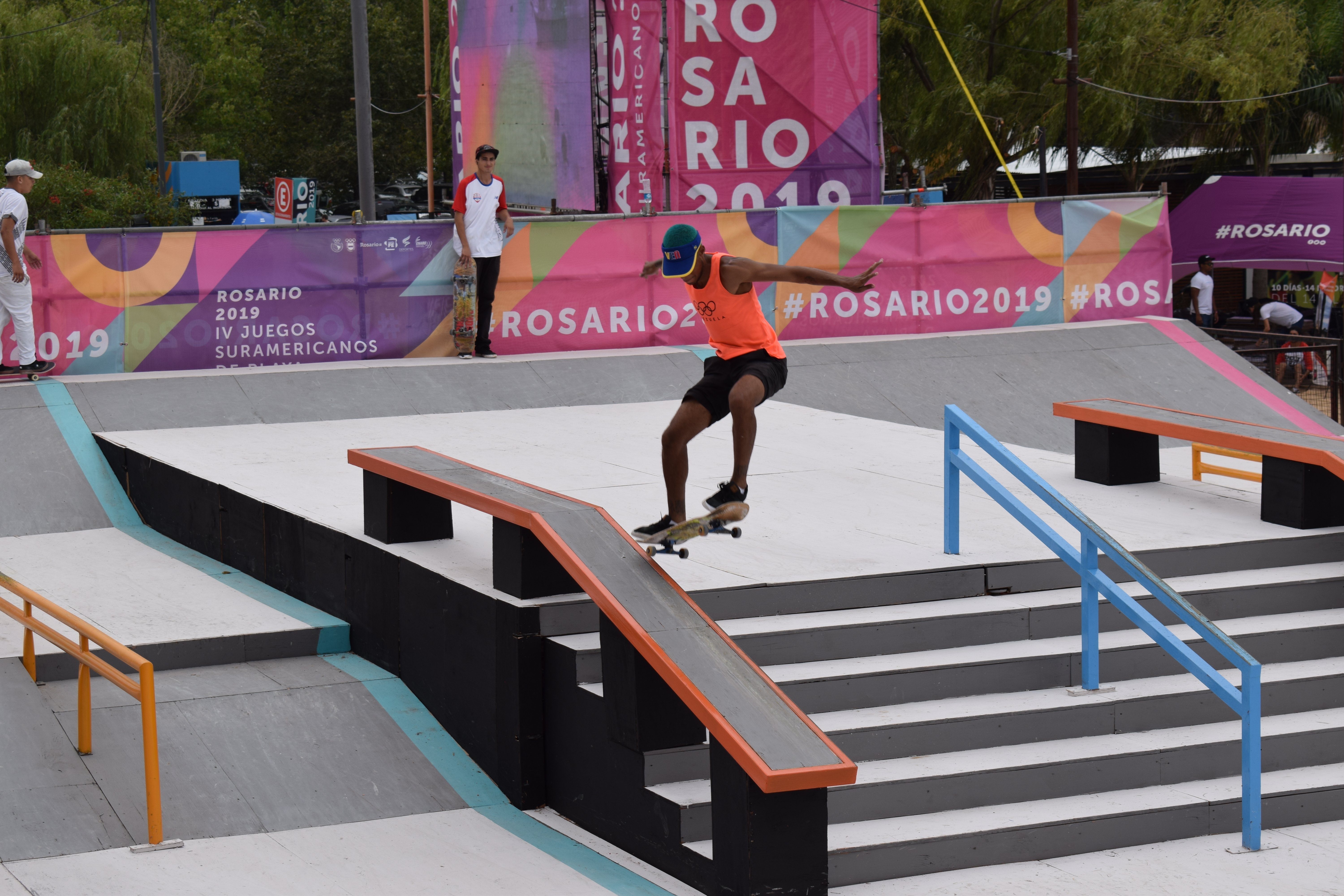
Compétition de street, Argentine 2019.

Les décennies précédentes, les skateurs étaient majoritairement des jeunes garçons (15-20 ans) issus de la classe moyenne ou aisés. Ces dernières années sont marquées par le développement du skateboard féminin (sport, déplacement), dans les milieux modestes, ainsi que l'émergence de pratiquants plus âgés (30-40 ans).
Les pratiquants aux États-Unis étaient estimés à plus de 8 millions en 2006 et seraient 3 millions en 2014. Plusieurs indicateurs suggèrent un déclin de la pratique du skate comparé au début des années 2000, tant aux États-Unis qu'en Europe : baisse du nombre de pratiquants dans toutes les catégories d'âge, difficultés financières des industriels (DC Shoes, Quicksilver, Pacsun), fréquentation des skateparks, évolution des requêtes Google, fermeture de skateparks privés et de skateshops, etc.
Néanmoins la pratique du skateboard ne semble pas déclinante dans d'autres régions comme le Brésil, la Russie et l'Inde. Au Brésil, avec presque 5 millions de pratiquants (2014), en majorité à São Paulo, le skate est presque aussi populaire que la pratique du football. De jeunes brésiliens se distinguent sur la scène internationale, tel Pedro Barros, Luan de Oliveira ou Leticia Bufoni.

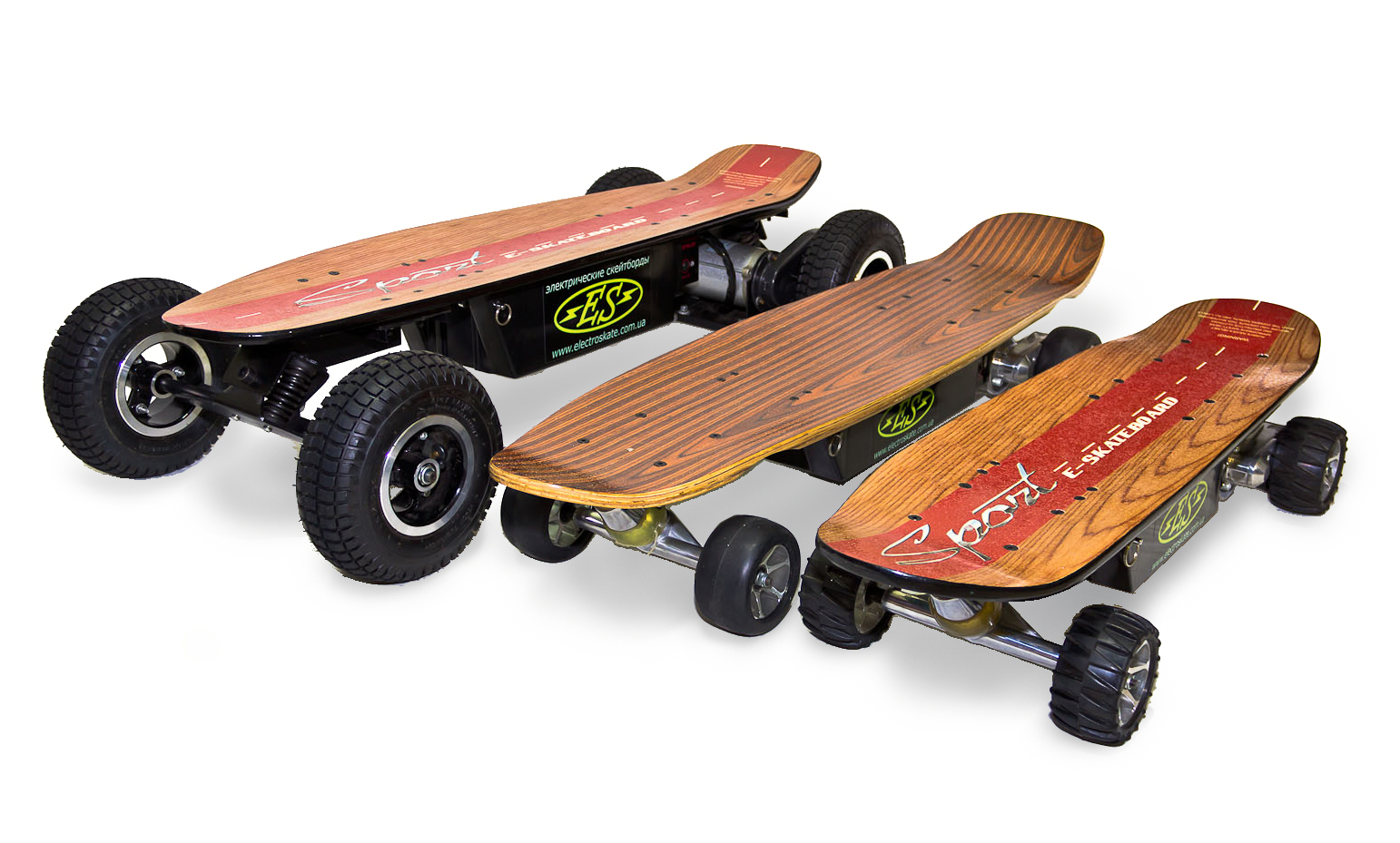
Skateboards électriques en 2012.

À côté d'une pratique dominée par le street, on assiste à une diversification ou un engouement des pratiques autour de la longboard et la miniboard, notamment la pratique de la promenade (cruising) et de la descente. C'est aussi l'émergence d'une nouvelle discipline acrobatique vers 2005, le longboard dancing, inspirée par les vidéos d'Adam Colton et Adam Stokowski. En Amérique du Nord, la longboard semble particulièrement progresser en zone urbaine ou auprès de pratiquants âgés de 25-35 ans ; la progression des ventes était estimée à 15-25% par an vers 2009.
En vert, les méga-rampes apparaissent dans les années 2000 avec des figures aériennes de plusieurs secondes (big air), ainsi que des revêtements en caoutchouc et des bacs à mousse pour l'entrainement. Sur ce type de rampe est rentré le premier 1080.
De même la pratique de nouveaux engins voisins du skate s'est développée, à l'exemple du bladeboard et du waveboard, ou bien l'émergence à la fin des années 2000 du skateboard électrique comme moyen de transport.
À partir des années 2000, de nouveaux modèles de trottinette deviennent à la mode et sont utilisées pour des pratiques acrobatiques. Plus accessible, la trottinette freestyle concurrence le skate dans les pratiques de street ou de rampe, et les conflits d'usage se généralisent dans les skateparks. En France, la trottinette devient majoritaire dans les skateparks et la pratique du skate aurait diminué (2013).
En 2016, le skateboard est sélectionné pour les Jeux olympiques de 2020 à Tokyo en tant que sport additionnel. C'est une évolution vers la normalisation de la pratique, qui ne fait pas consensus parmi les skateurs. La discipline a été reconduite pour les jeux olympiques de Paris 2024 et lors de la 139è session du CIO à Pékin, le skateboard est officiellement devenu une discipline olympique pour les Jeux de Los Angeles 2028.

## Éléments d'un skateboard
Un skateboard peut être acheté complet (entièrement assemblé) ou bien en pièces détachées.

### Le plateau

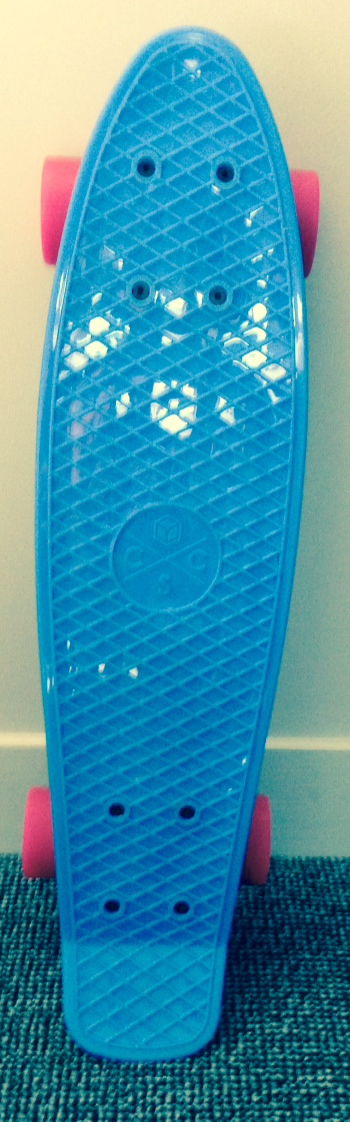
Mini-cruiser de type « Penny » : plateau en plastique avec un shape fish.

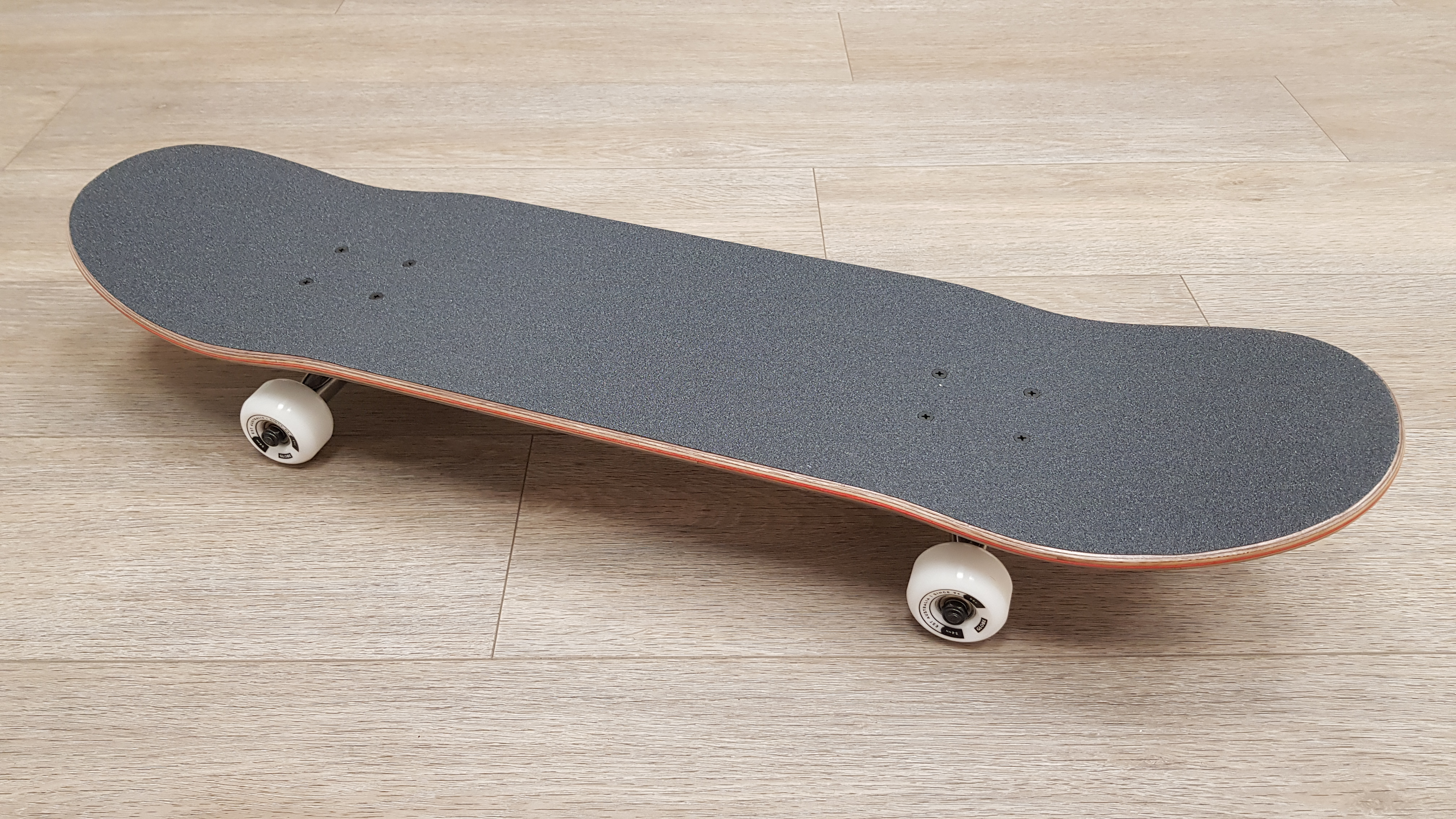
Skate de street moderne avec un popsicle shape, forme classique depuis de nombreuses années.

Les plateaux, encore appelés planches ou decks ou boards sont de formes et tailles variées ; selon les époques, les disciplines pratiquées, mais aussi la taille, le poids, la pointure de chaussures ou les préférences du pratiquant.
L'avant de la planche est appelé le nose (« nez » en anglais), la partie intérmédiaire le wheelbase, et l'arrière de la planche le tail (« queue »). Sur la plupart des planches actuelles de street/bowl, il n'y a pas de réelle distinction entre l'avant et l'arrière de la planche.
Les planches contemporaines des disciplines du street et bowl ont une forme et des dimensions relativement standards. Le plateau est en bois (érable canadien le plus souvent pour les planches européennes), composée de sept à douze couches fines de bois séchées et collées (colle à base d'eau ou de résine époxy) puis compressées (contreplaqué).
Depuis plusieurs années, le shape standard de la planche de street a la forme dite classic ou « popsicle shape », plutôt symétrique avec un nose et tail ayant pratiquement la même forme (twin-tip). Les planches de bowl sont plus larges, avec parfois un shape old school (tail moins arrondi). Plus récemment, des planches polyvalentes (bowl-street) ont adopté une forme intermédiaire dite « shaped deck ».
La courbure longitudinale (concave) varie selon les modèles et fabricants.
La longueur varie entre 28 et 33 pouces (70-80 cm).
La largeur varie généralement de 7,4 pouces (190 mm (street) jusqu'à 9,5 pouces (bowl).
Les planches d'autres disciplines (longboard) ont des formes, dimensions et matériaux beaucoup plus variables, selon les pratiques ou les fabricants. Les matériaux peuvent être l'érable, le bambou, le plastique. La longueur peut varier d'une trentaine de centimètres pour les plus petites (mini-cruiser) à plus de 2 mètres pour les plus longues.

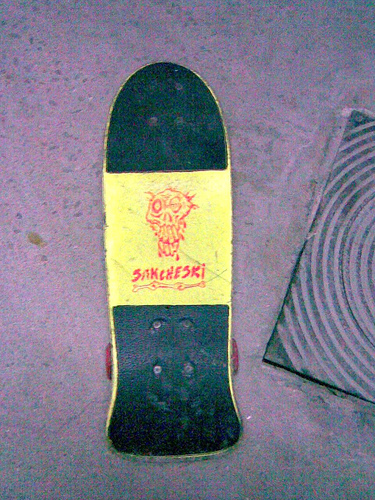
Planche avec shape old school.
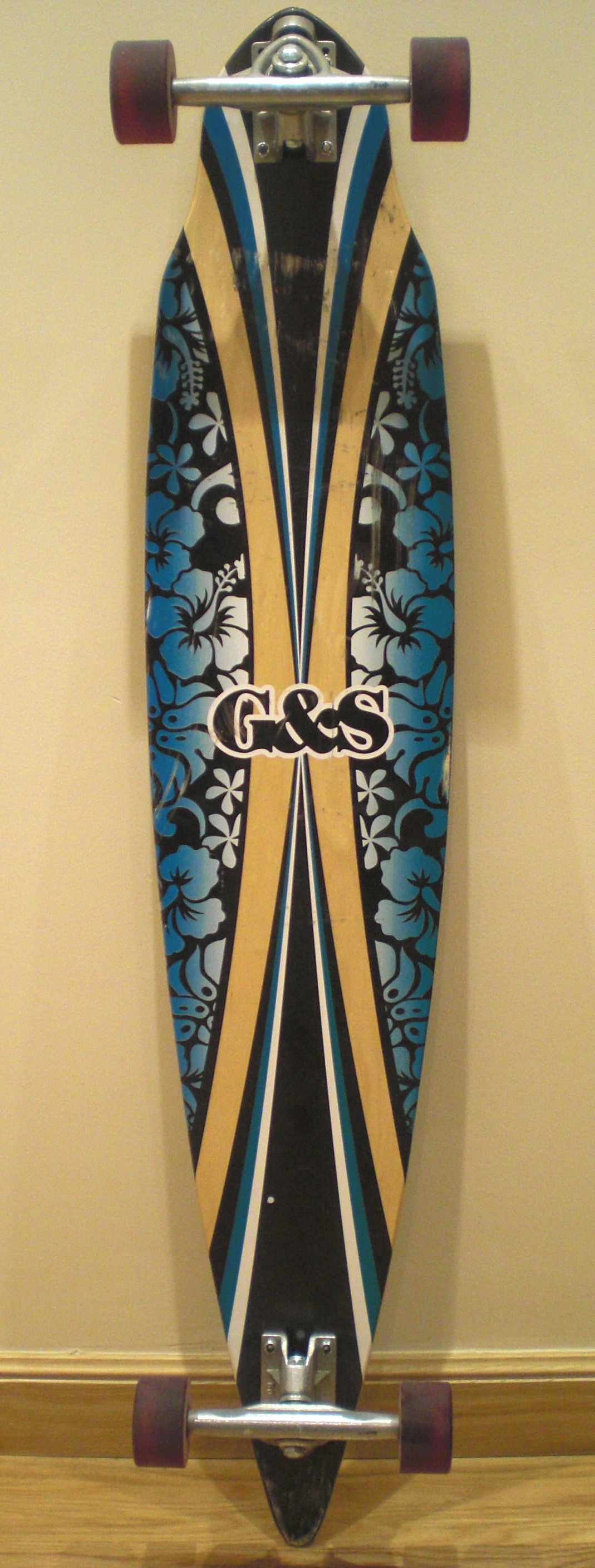
Longboard avec un shape pintail.
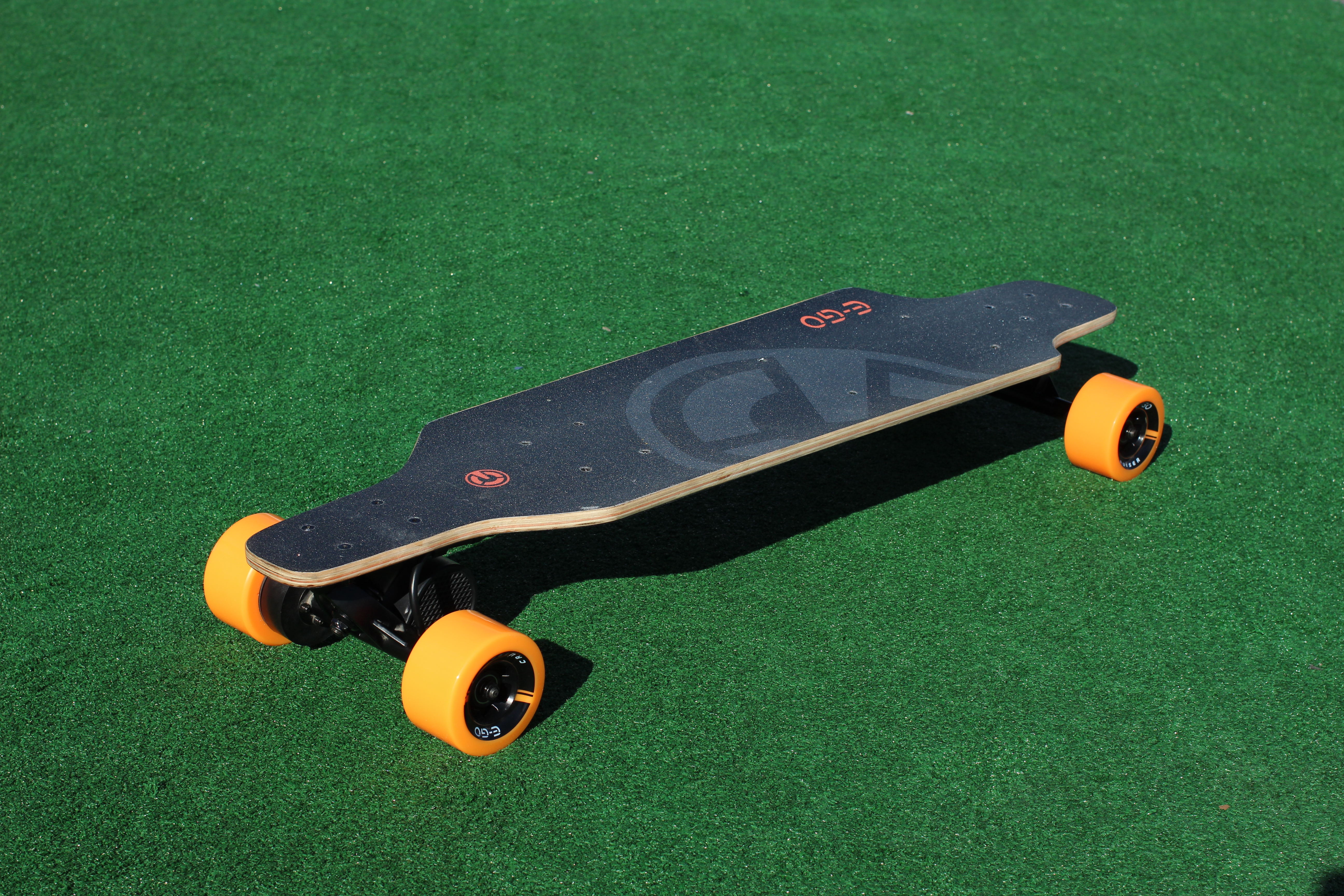
Longboard avec shape moderne.
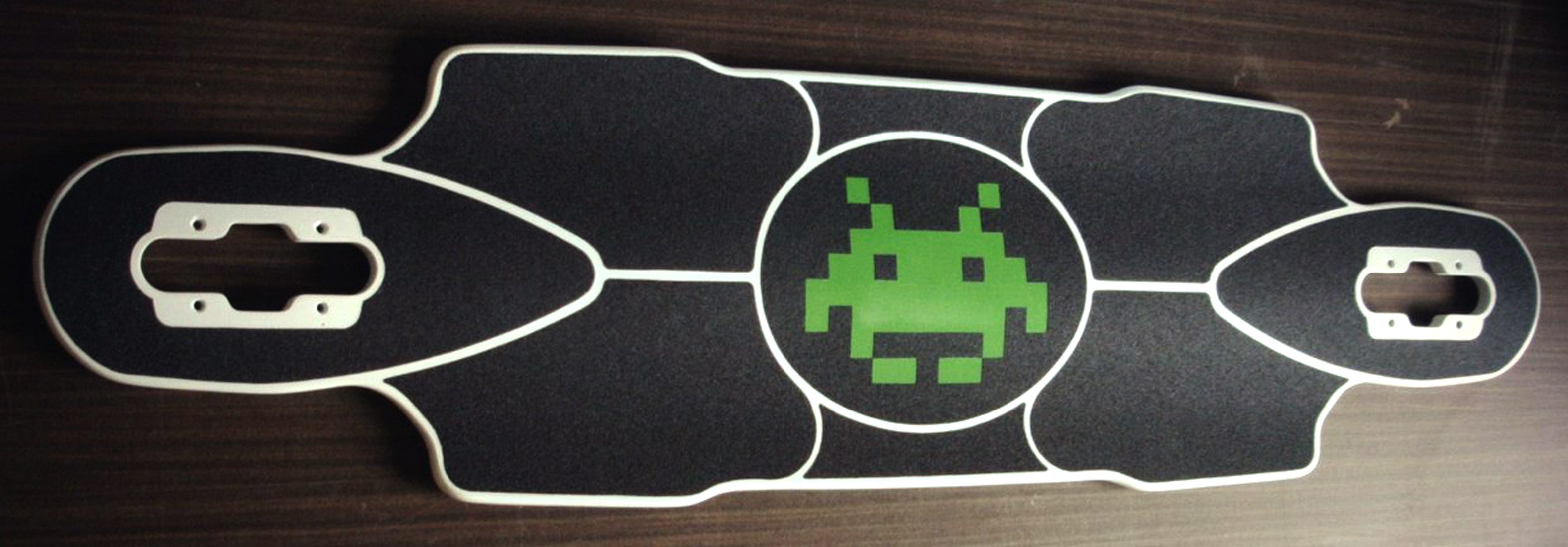
Plateau de longboard.

D'autres éléments distinguent les planches, notamment les skate graphics, la décoration graphique. La planche en bois est généralement recouverte du grip, une feuille adhésive « anti-dérapante » comparable à du papier de verre, indispensable pour certaines figures (ollie) et responsable de l'usure rapide des chaussures.

### Lestrucks

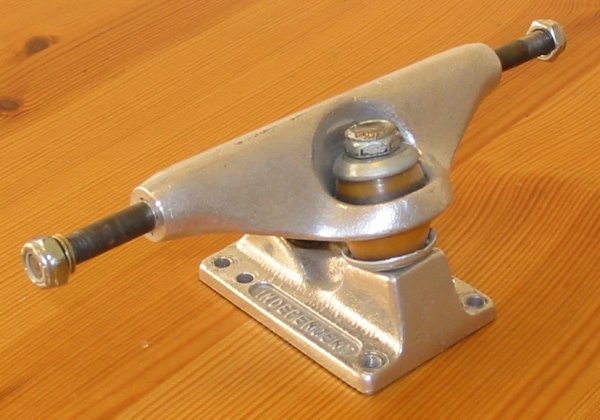
Un truck de la marque Independent.

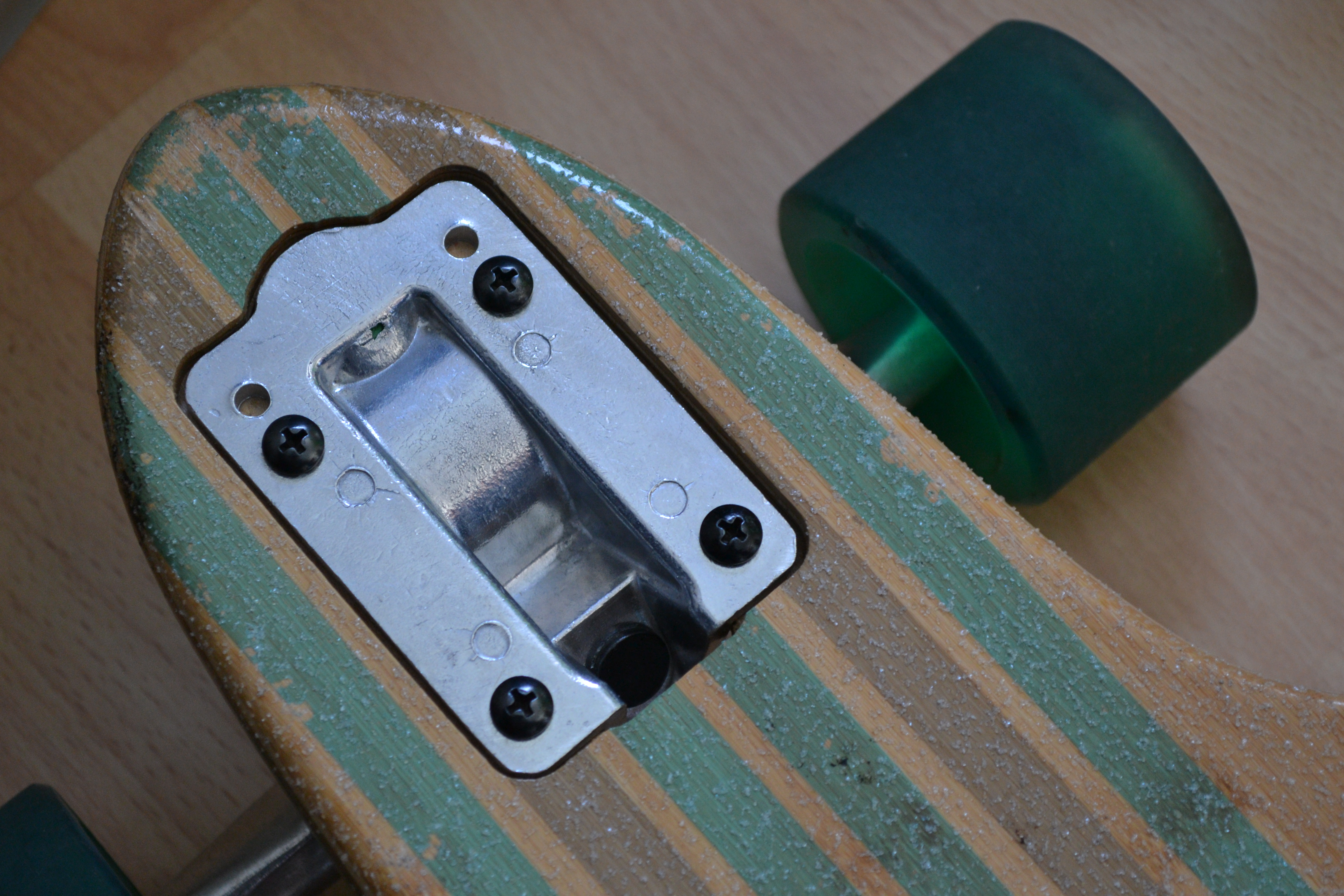
Détail de la fixation drop through d'un truck longboard.

Un truck est un ensemble de pièces mobiles servant de liaison entre la planche et deux roues. Il y en a deux par skate, vissés à la planche. Un truck est constitué d'une armature en alliage d'aluminium, d'axes en acier et de pièces en gomme.
Il existe différentes variantes de trucks, notamment par la largeur (écartement des roues) ou le système de fixation à la planche (top mount ou drop through), mais ils ne diffèrent pas beaucoup de celui présenté sur la photo ci-contre. La forme et le type de « gommes » (bushings) plus ou moins dure et la force de serrage de l'écrou de l'axe déterminent la stabilité et la vivacité du skateboard.
Le terme axe (kingpin en anglais) fait également référence à la vis autour de laquelle toutes les parties du truck viennent s'assembler : l'embase, le hanger (partie sur laquelle le grind se fait) et les « gommes ».
Il existe des variantes de trucks, à l'exemple des trucks à suspension favorisant l'absorption de chocs ou bien des trucks de surfskate facilitant les virages serrés.

### Les roulements à billes

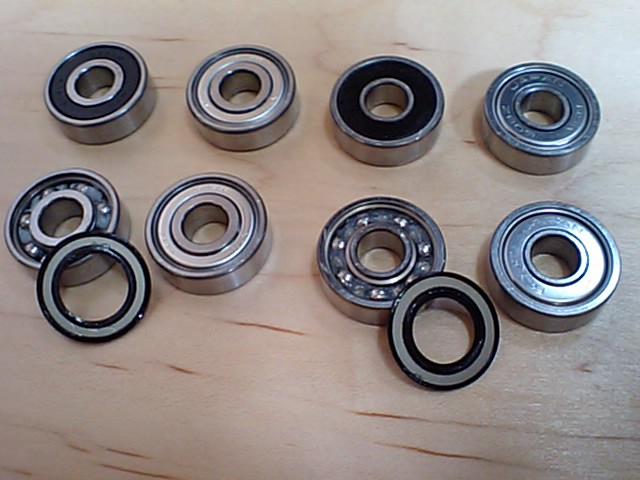
Des roulements à billes de skate.

Il existe plusieurs types de qualité de roulements à billes. De la cage aux billes, certains sont en acier chromé, acier inox, ou céramiques , et souvent classés selon la norme ABEC qui vont de 1 à 9. Les ABEC1 étant des roulements bas de gamme peu performants mais solides, les ABEC3 et 5 sont les plus courants, solides et rapides tandis que les ABEC7 et 9 ont tendance à être moins solides, mais bien plus rapides. Beaucoup de marques actuelles ne tiennent plus vraiment compte de ces standards pour leurs roulements haut de gamme. Une planche nécessite huit roulements (deux par roue).
Le montage des roulements se fait à l'aide de rondelles et d'une entretoise, petit tube métallique assurant l'espacement des deux roulements.
L'absence de culture mécanique et de compréhension du rôle majeur de cette pièce en France fait qu'elle est souvent omise par les pratiquants.

### Les roues

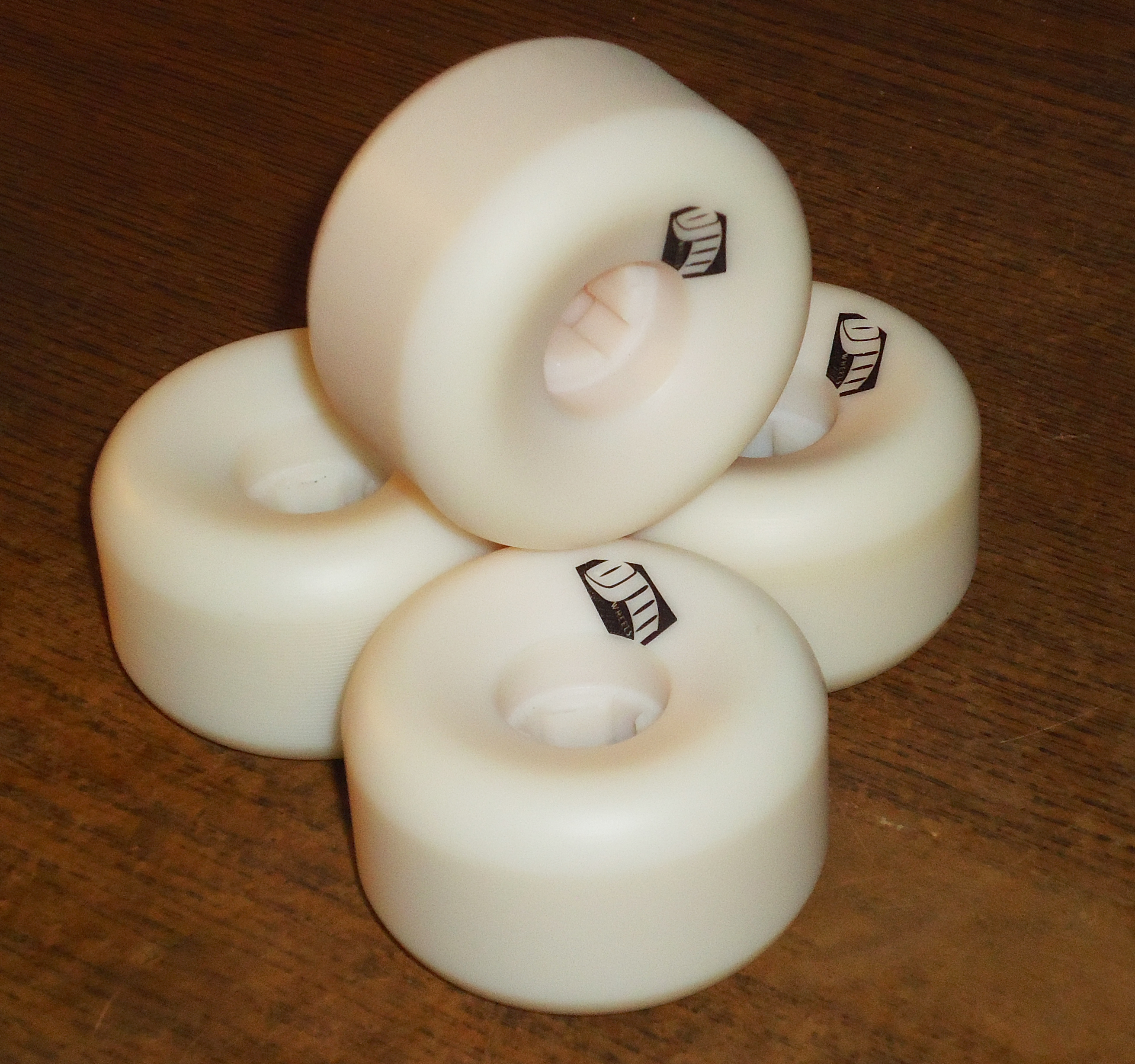
Roues de street.

En polyuréthane, elles ont un diamètre qui peut varier de 45 à 60 mm pour les modèles les plus courants. En général les roues de petit diamètre sont préférées par les skateurs de street car elles offrent plus de réactivité au skateboard en abaissant le centre de gravité de la planche qui entre donc plus rapidement en contact avec le sol lorsque le skateur fait son trick. Les roues de grand diamètre offrent au contraire une moindre réactivité mais une plus grande stabilité ainsi qu'une vitesse de ride plus élevée et sont généralement utilisées par les ramp-riders ou les skateurs qui aiment la vitesse. La dureté des roues varie également. Enfin, les roulements sont insérés dans la partie centrale des roues. Celle-ci se trouve parfois renforcée par un cœur en matière plastique afin d'améliorer la durée de vie des roulements. Cette dureté est écrite avec un chiffre suivi d'un A correspondant à la dureté Shore. Il en existe plusieurs types: 92A (plus pour le street), 95A, 99A et même 101A pour les plus durs (utilisés surtout pour les skateparks ainsi que les slides en longskate).

### La visserie
Des boulons (vis et écrou) ou parfois des clous sont utilisés pour fixer les trucks à la planche. Les vis peuvent être de longueurs différentes, selon que le skate possède des pads ou non. La taille classique de la visserie est de 1 pouce (25,4 mm).

### Éléments optionnels
Différents éléments optionnels sont ajoutés selon les disciplines et préférences personnelles :
- pads : petits rectangles en plastique à placer entre le truck et la planche. Ils ont la même superficie que la base du truck avec une hauteur d'environ 1 ou 2 mm. Ils permettent l'absorption des vibrations du sol et l'amortissement des chocs et le surélevement des trucks pour accueillir des roues d'un plus gros diamètre pour éviter le wheel-biting (quand les roues touchent la planche).
- rails : deux barrettes en plastique vissées sous la planche. Les rails limitent l'usure du plateau lors des slides
- lapper : protection plastique du kingpin du truck contre les chocs (grinding) ou l'accrochage aux obstacles
- copers : protection plastique du hanger de truck pour le grind.
- plaque de tail (skid plate) : protection plastique contre l'usure du dessous du tail
- cale-pieds : pièces vissées au niveau du tail et du nose pour maintenir le pied en slalom
- frein : système de frein, généralement commandé par une pédale, sur certaines longboards.

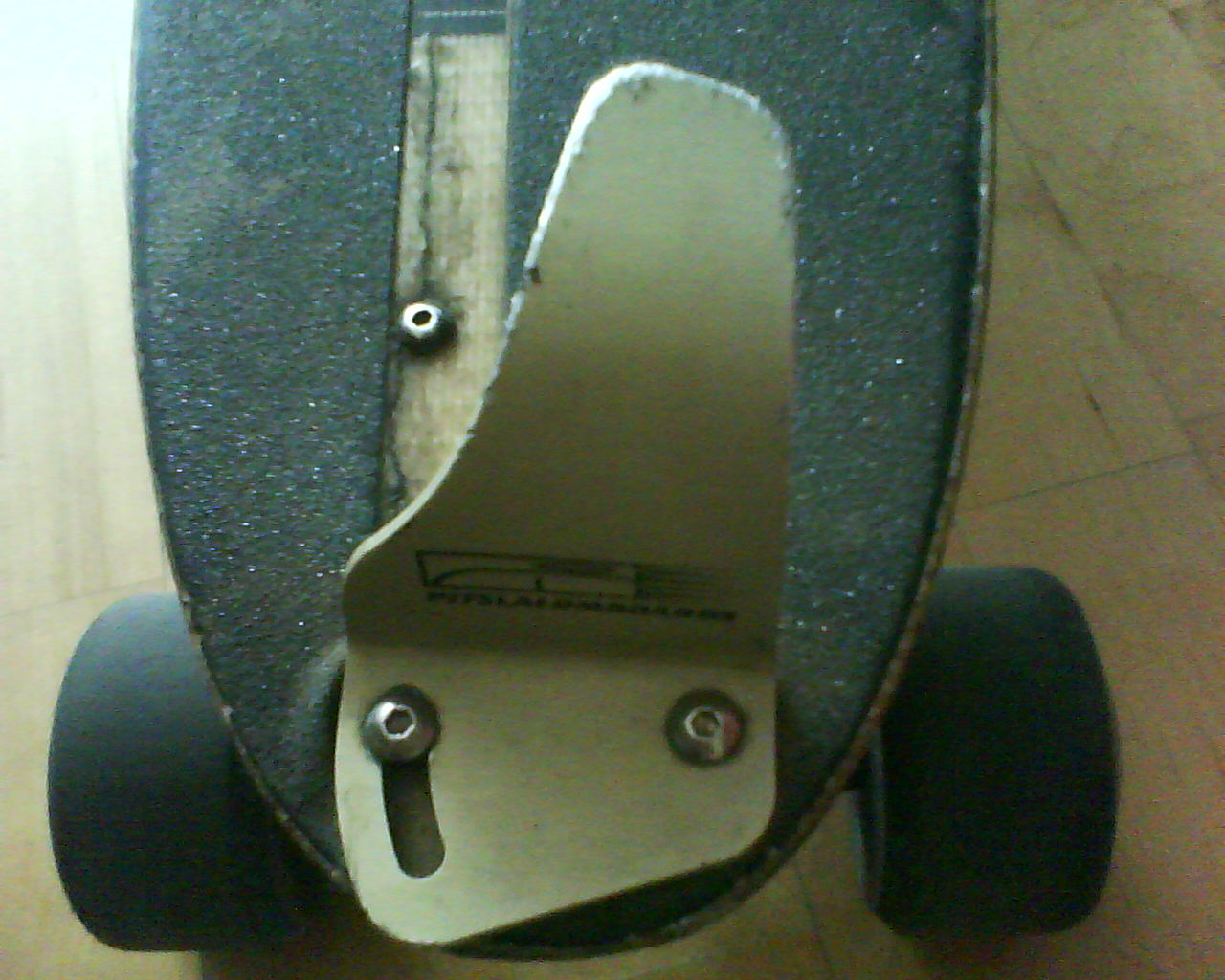
Cale-pied (skyhook) sur un ancien skate de slalom.
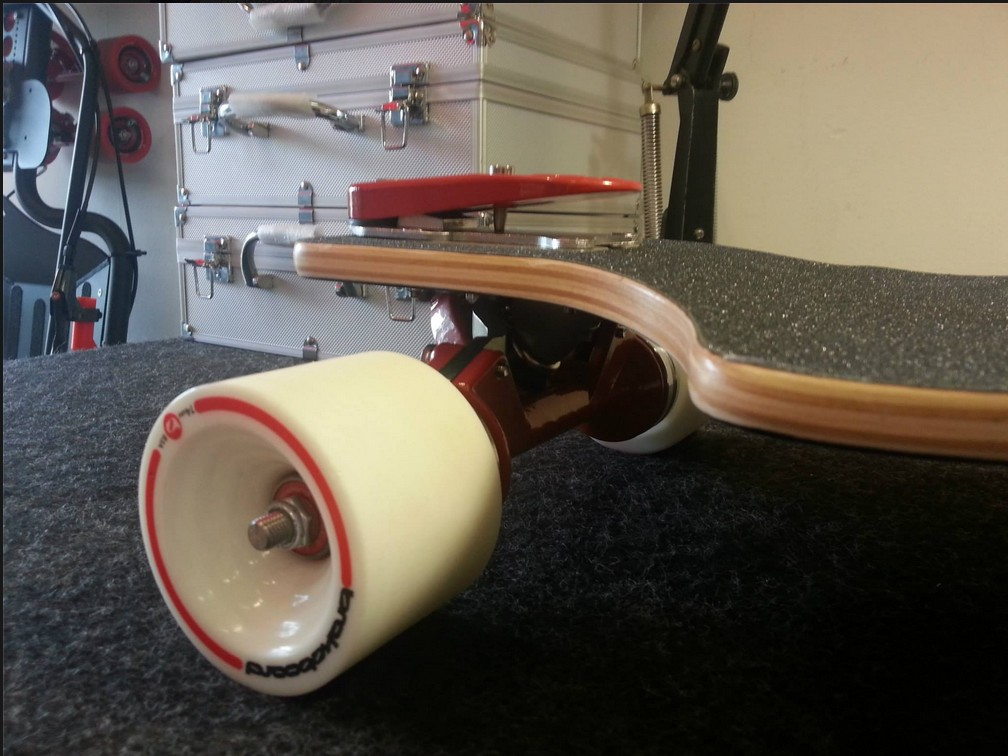
Pédale de frein sur une longboard.
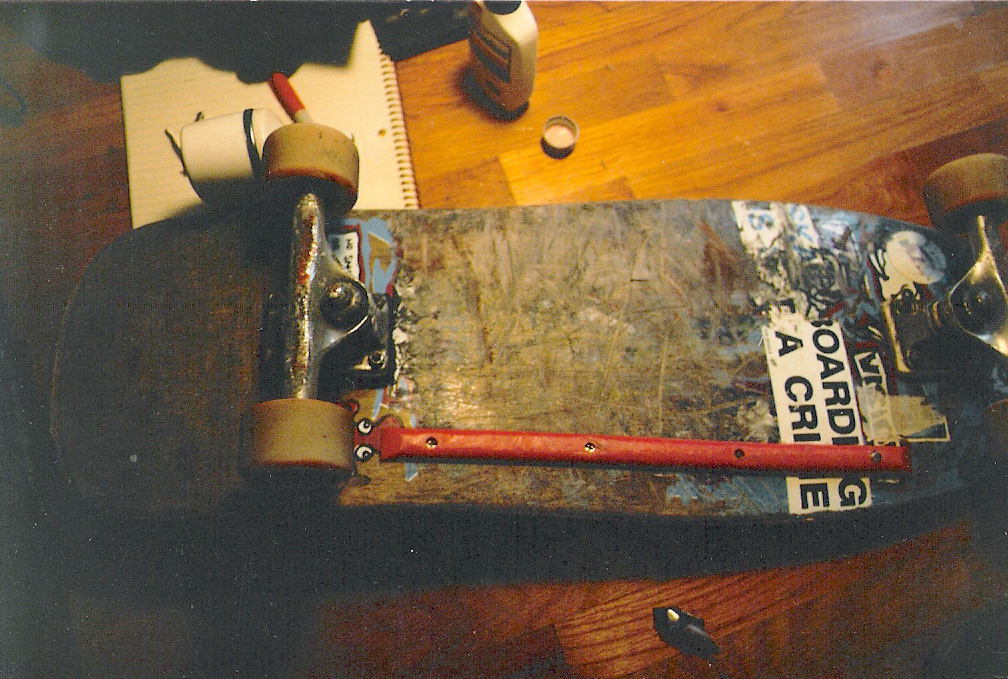
Un rail (rouge) vissé sous une planche de 1988.

## Disciplines

### Street

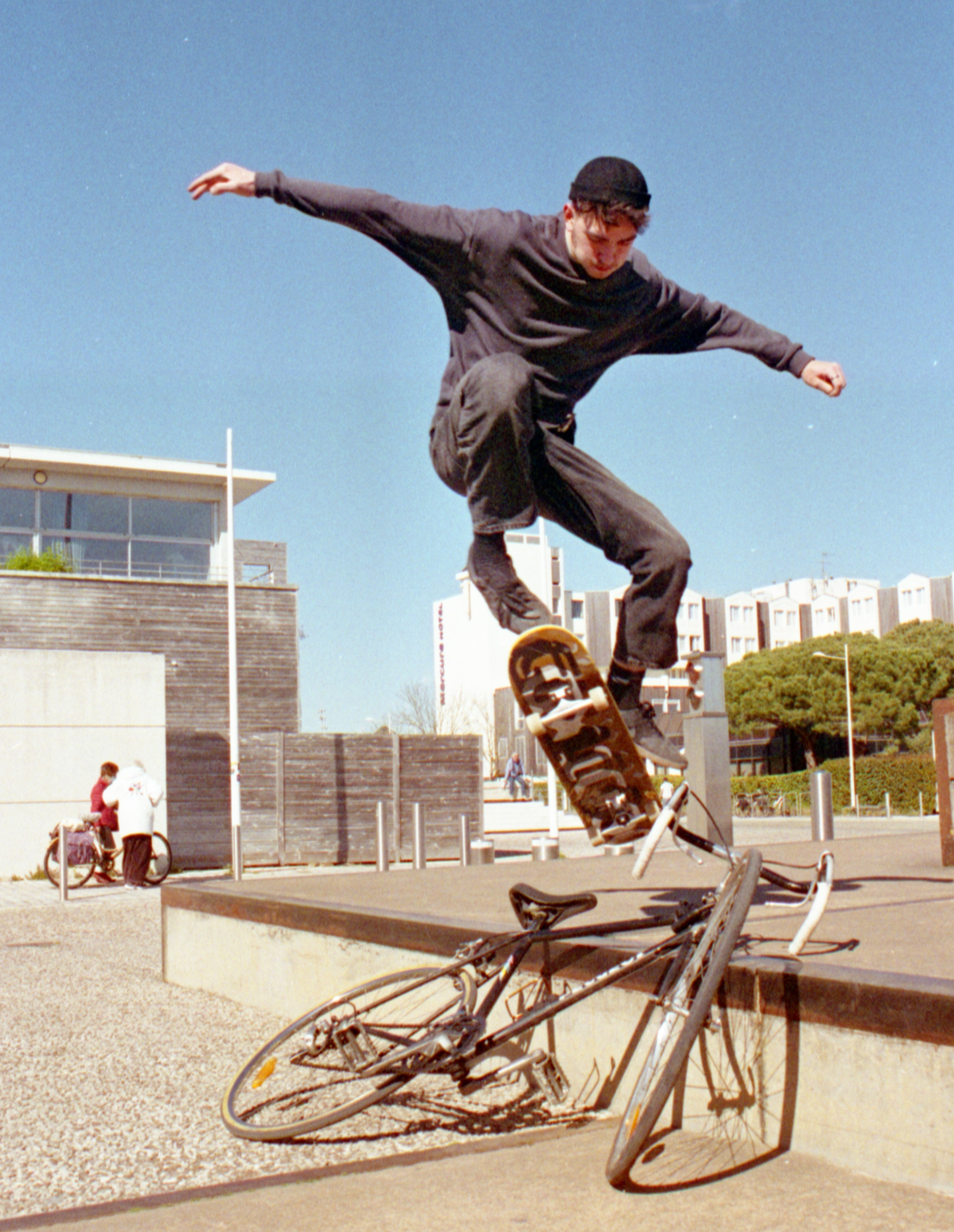
Saut au-dessus d'un obstacle, exemple de pratique moderne du street.

La pratique du street (« rue » en anglais) consiste principalement à réaliser des sauts et des figures (tricks) sur des mobiliers et éléments urbains (escalier, rampe, bordure). Mais le street inclut communément les tricks sur un espace dégagé et plat (flat) à l'identique de l'ancienne pratique du freestyle. Le street est typiquement pratiqué dans la rue, mais il peut être pratiqué dans des skateparks dédiés, comportant des modules imitant le mobilier urbain : rampe, escalier, rail, box…
Depuis les années 1990, le street est la discipline la plus populaire et la plus pratiquée aux États-Unis et en Europe (environ 90% des skateurs). Pour le grand public et les skateurs, la pratique du « skateboard » est ainsi souvent confondue ou rattachée par défaut avec celle du street.
Le skate pratiqué dans les espaces publics peut créer des conflits d'usage avec les riverains. La pratique de rue est fréquemment considérée par les pouvoirs publics comme une source de nuisance (bruits), de dégradation du mobilier urbain, d'insécurité (rassemblement de jeunes). Selon les pays et les villes, des règlementations visent à interdire partiellement ou totalement la pratique du skate dans les rues. La création de skateparks pour le street est souvent considérée comme un moyen d'éloigner les skateurs des espaces publics.

### Rampe etbowl

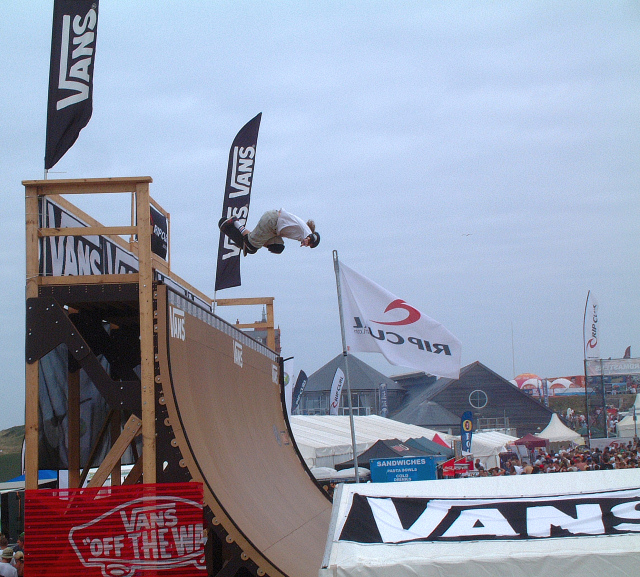
Sean Goff exécute une figure aérienne (aerial) sur une rampe (half-pipe).

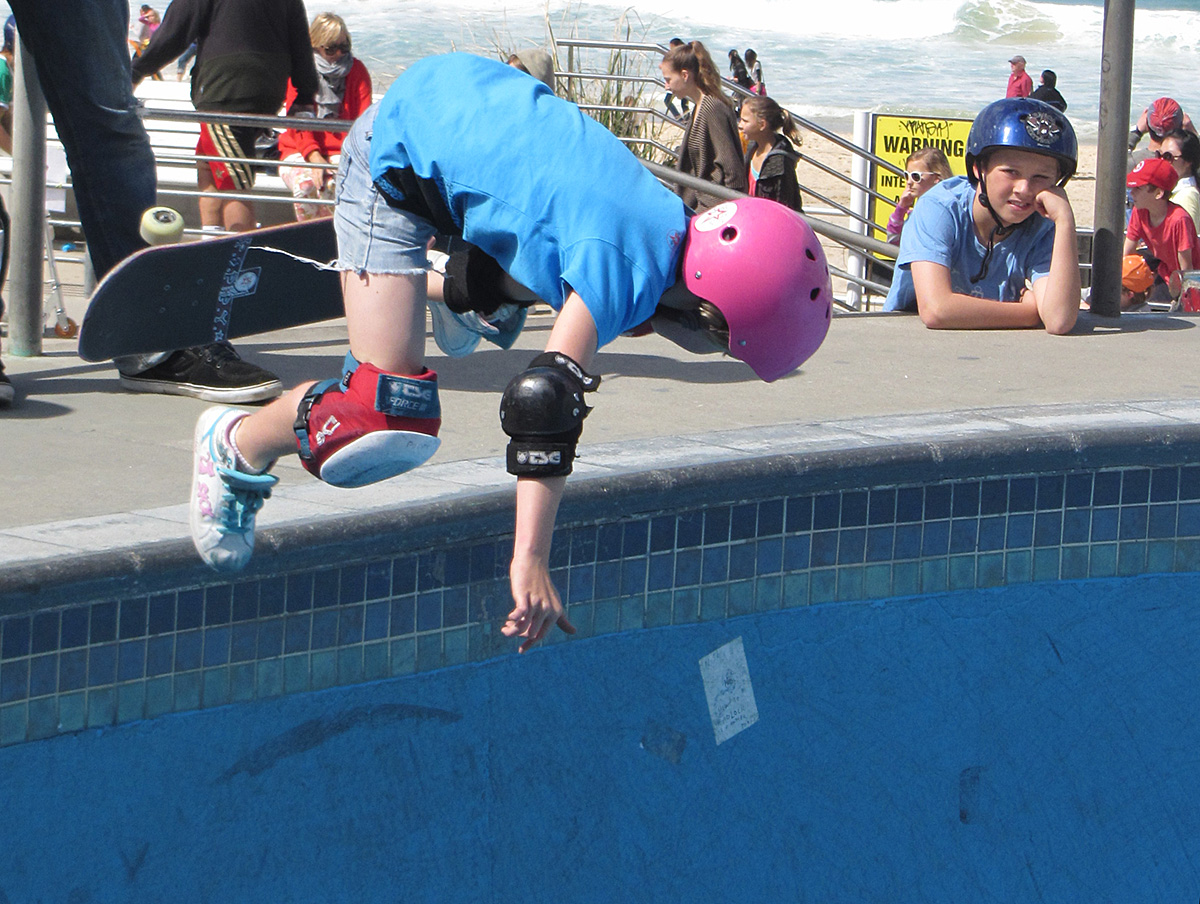
Figure aérienne (grab backside air) au-dessus de la margelle d'un bowl.

La rampe, le bowl, le half-pipe (ou parfois la « vert' » ou la « courbe ») consiste à réaliser des déplacements et figures sur des modules de skatepark constitués de pentes courbées plus ou moins hautes et verticales. Cette discipline spectaculaire a pour origine la pratique du skateboard dans les années 1970 dans des piscines californiennes vidées (poolriding).
Dans son déplacement, le skateur cherche les meilleures « lignes » (trajectoires) et réalise des transferts de poids sur sa planche (pumping, carving) dans les zones de « transition » : courbes et plans inclinés. Ces transitions permettent au skateur de conserver ou augmenter sa vitesse sans mettre le pied au sol. Une vitesse suffisante permet ensuite au skateur d'atteindre le rebord supérieur du module (coping) et de réaliser des figures en l'air (aerial) ou sur la bordure métallique (grinding).

### Freestyle

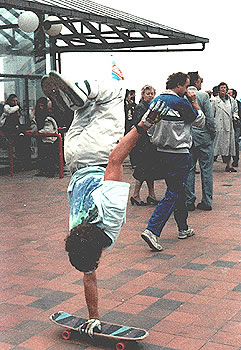
One-handed handstand, 1989.

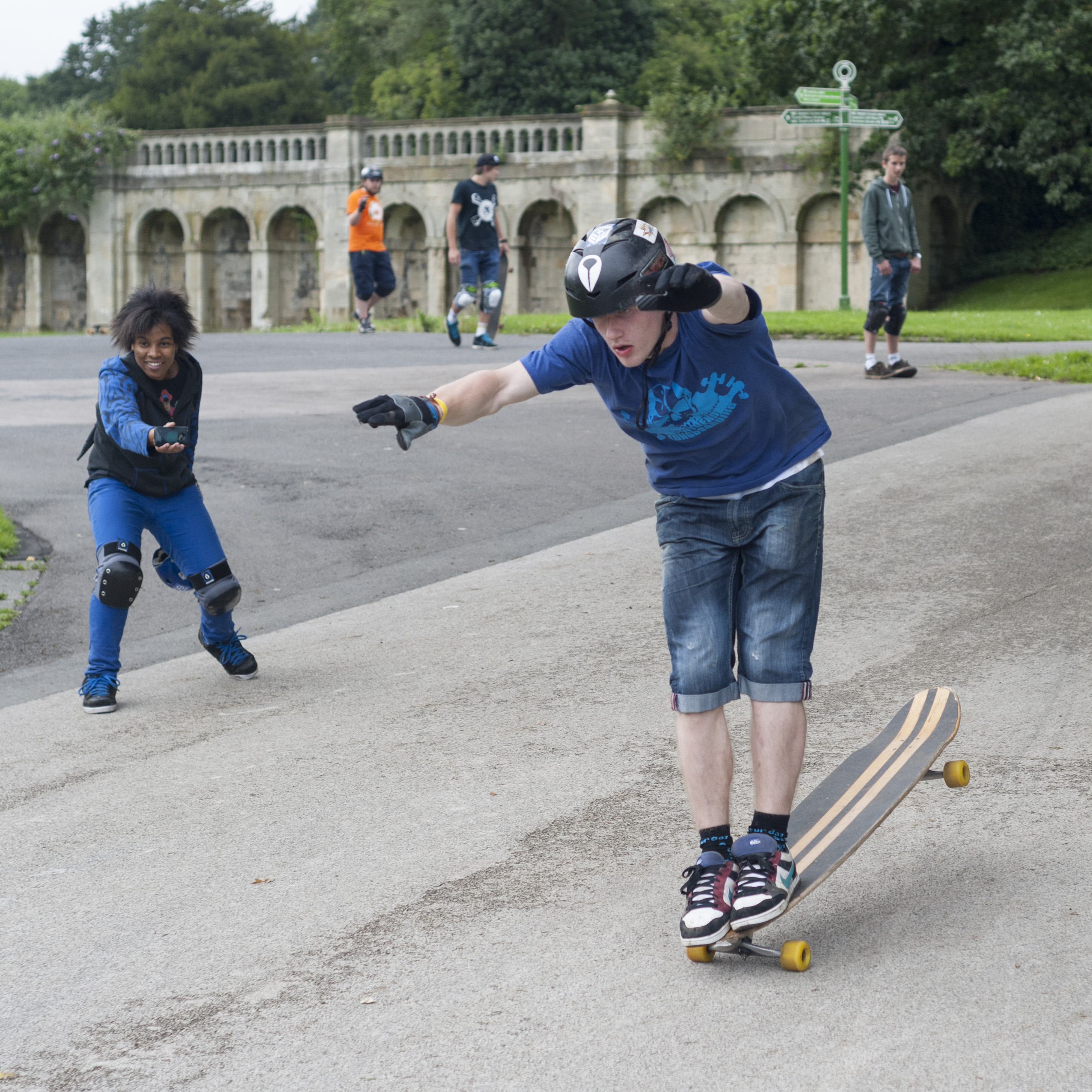
Hang ten nose manual en longboard dancing, 2012.

Le freestyle consiste à réaliser des figures sur un terrain dégagé et plat (flat). Inspirée par les figures acrobatiques du surf et de la gymnastique et les performances de l'athlétisme, c'est l'une des plus anciennes pratique de skateboard. Le freestyle fut très populaire à certaines périodes entre les années 1960 et le début des années 1990, avec des figures emblématiques comme le saut en longueur (réception sur un second skate), le saut en hauteur (hippie jump), l'équilibre sur les mains (hand stand) et d'autres figures désignées depuis comme old school (« vieille école »)
De nos jours, certaines pratiques acrobatiques modernes, comme le longboard dancing ou le street sur le plat, peuvent être comparées au freestyle.

### Longboard dancing
La pratique du longboard dancing consiste à réaliser des figures acrobatiques sur une planche très longue (longboard), typiquement sur terrain plat et à faible vitesse. Le dancing est notamment caractérisé par des tricks et des mouvements fluides et artistiques (danse), des déplacements de pieds complexes sur la planche (boardwalking) inspirés du surf,.

### Descente et freeride

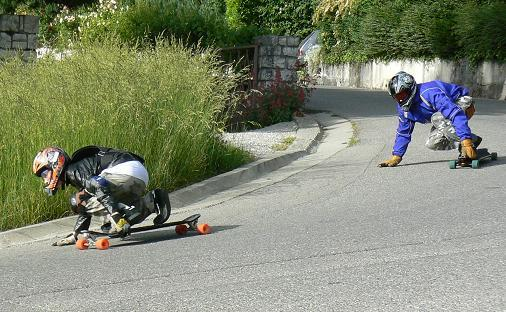
Virage dans une descente sur route.

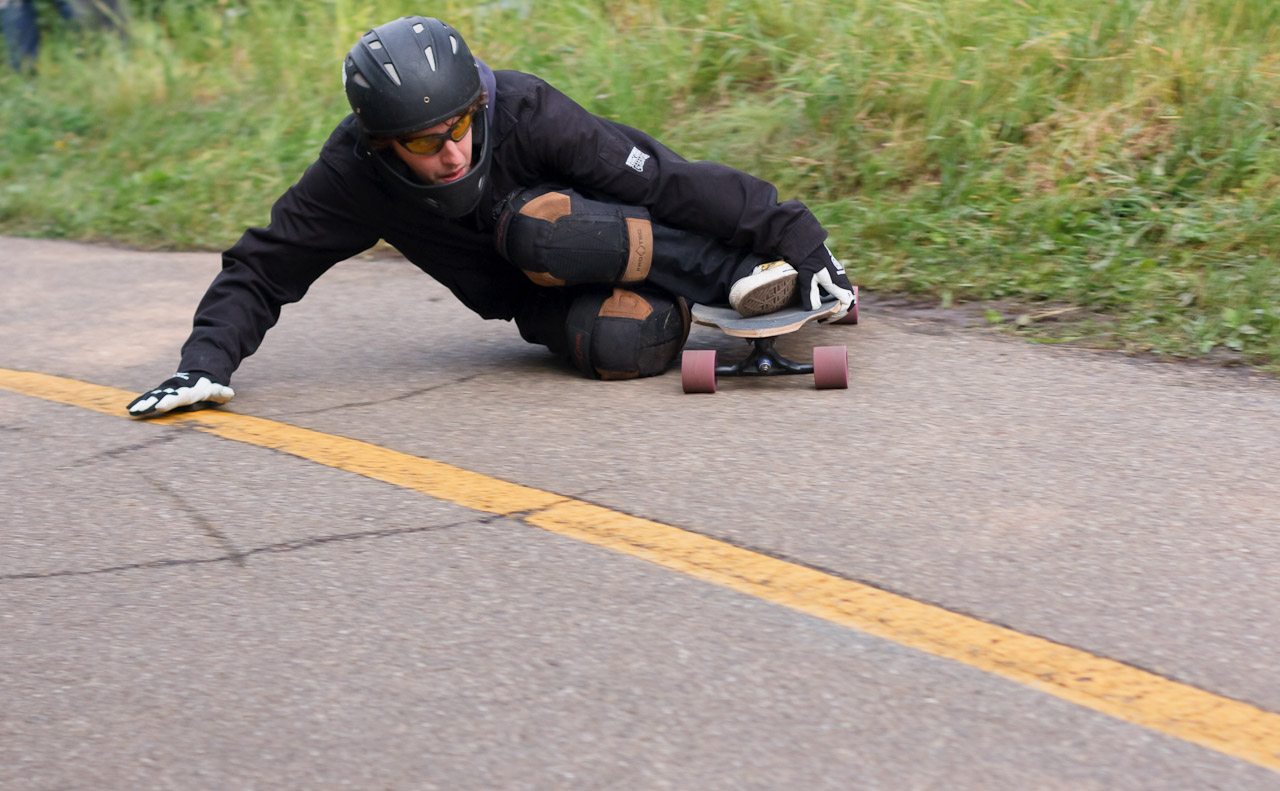
Toeside Coleman grab slide.

La descente (downhill, abrégé DH) consiste à descendre de longues routes montagneuses le plus rapidement possible avec des planches de type longboard. La discipline trouve un regain d'intérêt depuis les années 1990. Des compétitions officielles sont organisées depuis 2002, notamment sur des routes fermées avec une pente de l'ordre de 10%. Le record du monde de vitesse est une pointe à 147 km/h (2017).
Cette pratique nécessite une maitrise d'un positionnement du corps pour la vitesse, le « tuck », afin d'optimiser l'aérodynamisme et la stabilité. La technique fondamentale est le freinage « glissant », le slide, un dérapage avec la planche et les roues perpendiculaires à la trajectoire, le dos (backside/toeside) ou le torse (frontside/heelside) face à la pente. Plusieurs variantes de slide existent : le stand-up slide réalisé debout, le sitdown accroupi, le Coleman slide avec un gant s'appuyant sur la route, le grab en tenant la planche, le speed check, les tech slides, etc.
La descente nécessite des équipements de protection spécifiques contre les chocs et l'abrasion : casque intégral, combinaison en cuir, plaque dorsale, gants à puck (munis d'une plaque de glisse), genouillère renforcée, etc. Si le skate est l'engin le plus populaire pour la descente, la discipline peut également être pratiquée en roller, streetluge ou buttboard.
Le freeride consiste à se déplacer, souvent dans des pentes, à la recherche de sensations de glisse et de belles courbes, en réalisant de multiples manœuvres de virages dérapés (slides) et virages coupés (carving). Les planches de freeride sont typiquement rigides, avec une longueur variant de 90 à 105 cm.
Le carving est une manière de skater en virages coupés qui rappelle le surf, à la recherche de courbes bien appuyées et bien fluides, généralement pratiquée sur des pentes modérées. Les planches dites de « carving » sont en général longues et flexibles (carving longboard), ou au contraire courtes et rigides (surfskate), et disposant d'un truck avant adapté permettant un virage plus serré

### Slalom

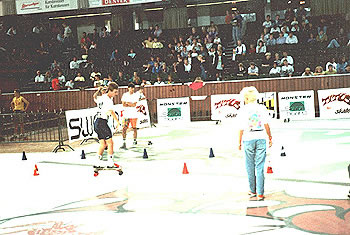
Compétition slalom, 1987.

Le slalom consiste à se déplacer rapidement entre des plots. Les planches sont généralement courte et étroite (de type Penny), avec des trucks très souples, pour faciliter les virages nerveux et rapides. Si la discipline a été relativement populaire aux débuts du skate, la pratique du slalom est peu répandue aujourd'hui.

### Promenade et longue distance

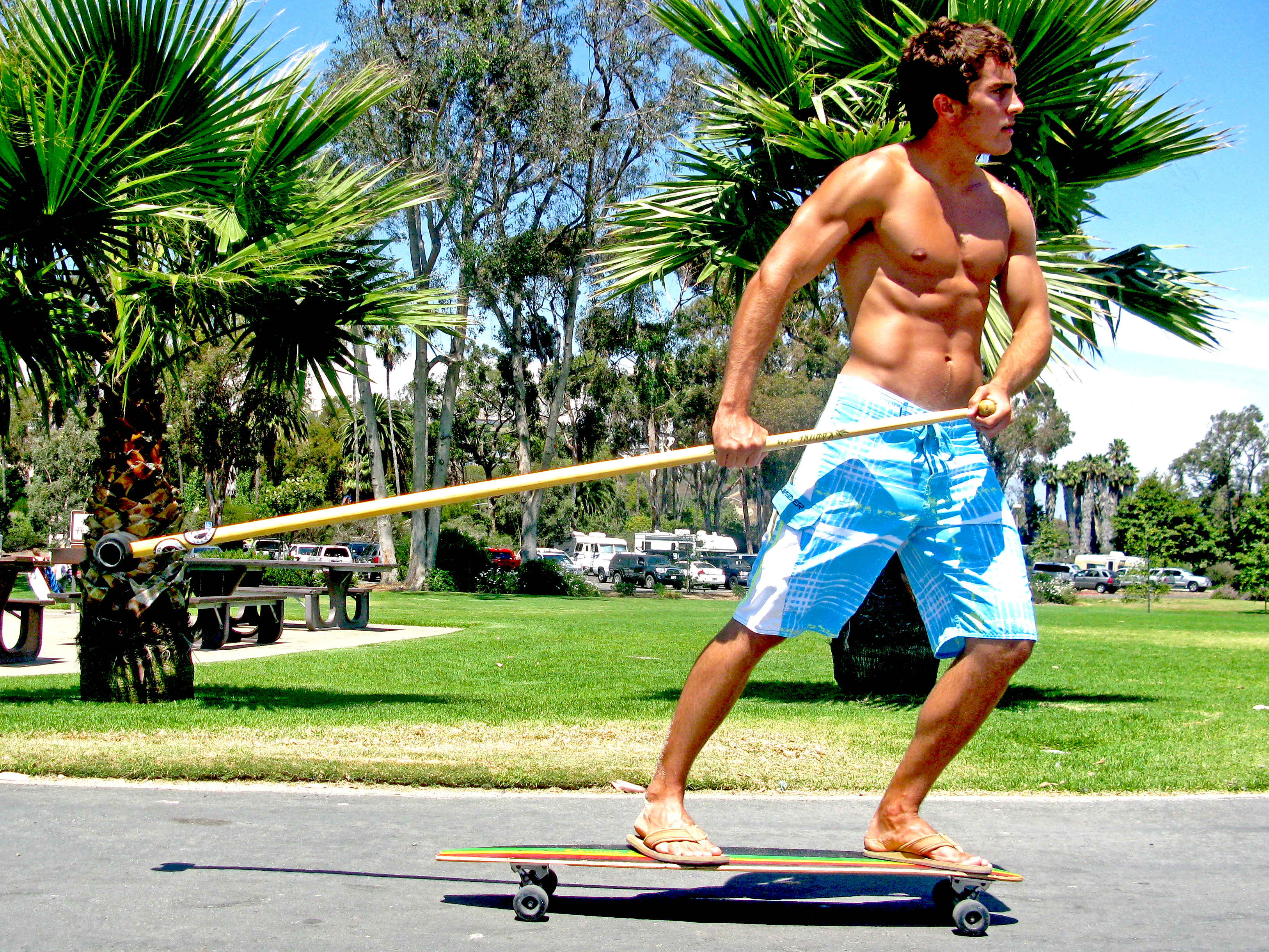
Promenade en longboard, avec poussée au bâton (land paddling).

La promenade, balade ou le cruising désigne l'usage du skateboard pour des déplacements. Munies de grosses roues molles, pour faciliter la vitesse et le roulement sur des sols irréguliers, les planches peuvent être de très petite taille (miniboard à l'exemple d'une Penny board) ou relativement longues (longboard dite « classique »).
L'endurance ou « LDP » (long distance pushing, « poussée de longue distance ») est une discipline consistant à parcourir de longue distance en skateboard, pour le voyage ou la performance sportive. Les planches d'endurance sont typiquement très basses, pour faciliter la poussée du pied.

## Types de skateboard
Depuis son émergence, la configuration des éléments constitutifs du skateboard a évolué. Au fil des décennies, il s'est créé divers types de planches correspondant à des pratiques distinctes. Depuis plusieurs années, la pratique dominante est celle du street (tricks sur plat ou mobilier urbain), mais il existe d'autres type de planches et pratiques :
- le cruiserboard ou miniboard ou Penny planche très courte et à grosses roues. Utilisé par exemple pour les petits déplacements et la promenade (cruising), le slalom
- le longboard ou longskate : la planche ainsi que les trucks sont plus longs pour permettre plus de vitesse et de stabilité. Utilisé pour la descente (downhill), le slalom, la danse (longboard dancing), la promenade…
- le surfskate : le truck avant facilite les virages serrés à plat et le pumping
- le buttboard : littéralement « planche à fesse » pour la vitesse en position allongée, qui évoluera vers la streetluge
- la mountainboard : planche avec footstraps, 4 roues avec jantes et pneus.
- la streetboard ou snakeboard

Il existe des skateboard à moteur dédiés au déplacement, notamment le skateboard électrique.
Il existe des objets apparentés au skateboard à quatre roues :
- la Bladeboard : les roues sont en ligne
- la Waveboard : Essboard ou Caster board, seulement deux roues en ligne, planche très flexible
- la Freeboard : 3 roues à l'avant, 3 roues à l'arrière
- les Freeline skate : chaque pied a une mini-planche avec deux roues
- la Cut board : chaque pied a une mini-planche avec une roue
- le Flowboard : la planche possède deux rangées de 7 roues à l'avant et à l'arrière de la planche.
- le soleskate : la planche possède deux roues à l'avant, une seule à l'arrière.

Il existe des jeux d'adresse inspirés du skateboard :
- le fingerboard : planche d'une dizaine de cm. de long, elle se manie avec les doigts
- la handboard : planche d'environ 27 cm. de long, elle se manie avec les mains

## Tricks

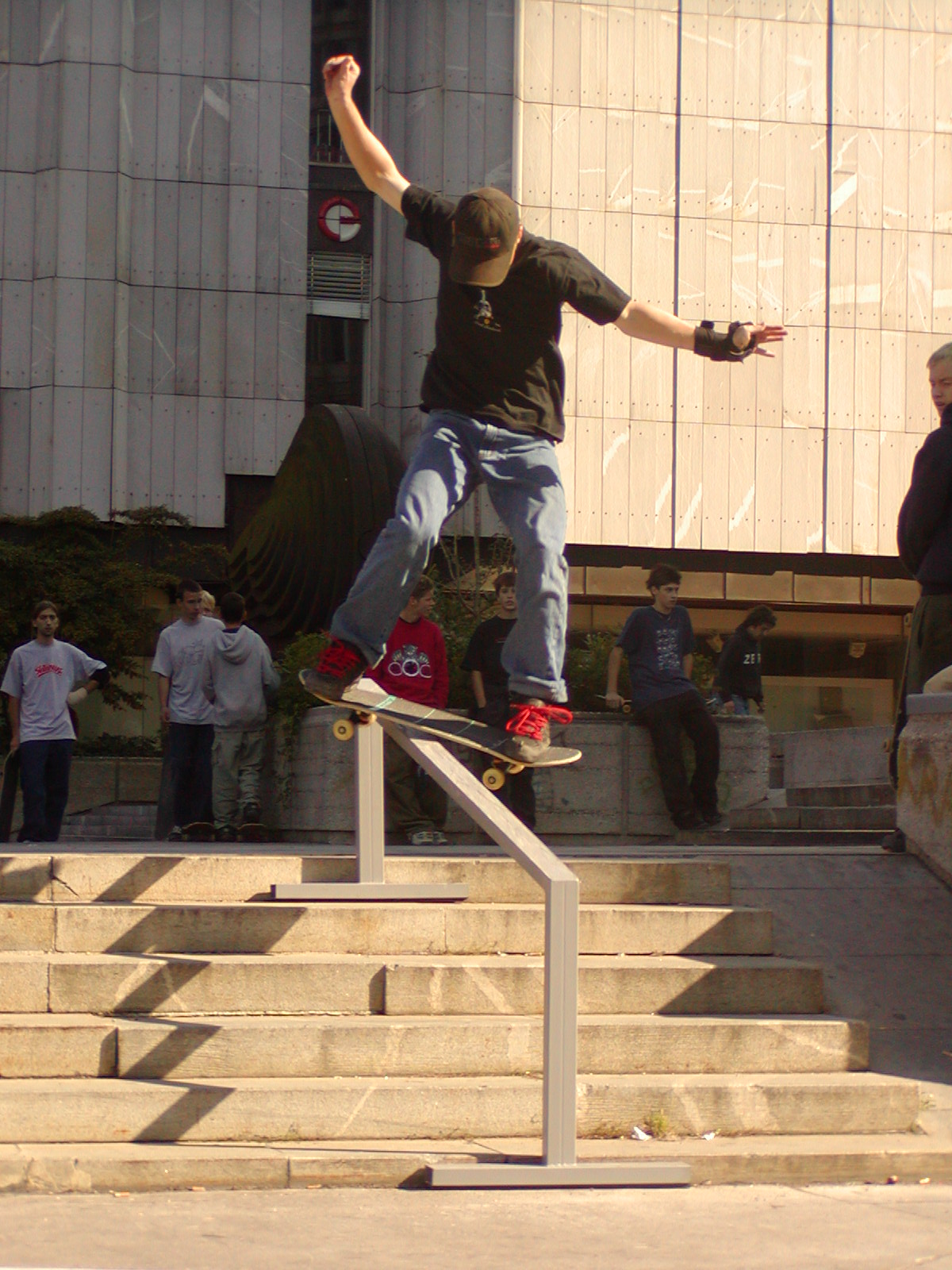
Frontside lipslide sur rail incliné.

Un « trick » désigne une manœuvre ou une figure acrobatique. Dans plusieurs disciplines (street, longboard dancing), la pratique régulière consiste à essayer d'exécuter complètement une figure (« rentrer un trick ») encore jamais maitrisée par le skateur, par de multiples tentatives (parfois pendant des mois). Une fois le trick maitrisé, le skateur considère qu'il fait partie de son répertoire personnel (surtout s'il a une preuve, comme une vidéo). Le skateur se consacre ensuite à l'apprentissage d'un autre trick encore plus difficile.
Toutes les figures peuvent s'effectuer avec des variations dans le but d'augmenter la difficulté. Par exemple, des variations de position des pieds (nollie, switch), en « marche-arrière » (fakie), sur seulement deux roues (manual), en saisissant la planche (grab), à la suite d'un autre trick, obstacle devant (frontside), obstacle derrière (backside).
Dans la discipline du street, la figure fondamentale est un saut avec la planche depuis le plat, dénommé ollie. Ce saut permet de surmonter des obstacles, de poser le skate sur du mobilier ou d'initier de nombreux autres tricks aériens, tels que des pivotements (flip) de la planche (kickflip, heelflip, shove-it) ou une rotation du skateur (ollie 180). Les interactions du skate avec un mobilier à la surface lisse (rampe d'escalier, bordure, marche d'escalier, coping de bowl, etc.) constituent de multiples tricks basés sur une « glissade » avec un appui du plateau du skate (slide) ou un appui des trucks (grind).
En longboard dancing, de nombreux tricks sont constitués de déplacements ou « pas de danse » sur la planche : croisement de jambes (cross step), pivotements du skateur (180 step), pied touchant le sol, etc.

## Compétitions
Des compétitions internationales et nationales sont régulièrement organisées depuis les années 1980 pour différentes disciplines du skateboard, bien que la pratique compétitive concerne une minorité de skateurs. Ces compétitions prennent la forme de circuits ou d'évènements compétitifs isolés (contest). Sont distingués notamment les disciplines de street, de rampe ou bowl, de freestyle ; et pour la longboard les disciplines de downhill, slalom, dancing. Ces dernières années, les deux circuits professionnels majeurs étaient la Street League Skateboarding (SLS, discipline du street) et le circuit du Vans Park Series (discipline du bowl).
Les compétitions internationales et leur médiatisation favorisent la professionnalisation des meilleurs skateurs, par les récompenses financières et le sponsoring de marques d'équipement ou de vêtements.
En France, le skateboard est rattaché depuis 1997 à la Fédération française de roller et skateboard et compte très peu de pratiquants fédérés (de l'ordre de 2000). Un circuit annuel de Championnat de France (street, bowl) est organisé.
Pour les Jeux olympiques d'été de 2020, les disciplines de skateboard retenues sont le street et le « park terrain » (bowl), en partenariat avec la fédération World Skate et le circuit professionnel SLS (street).

## Risques

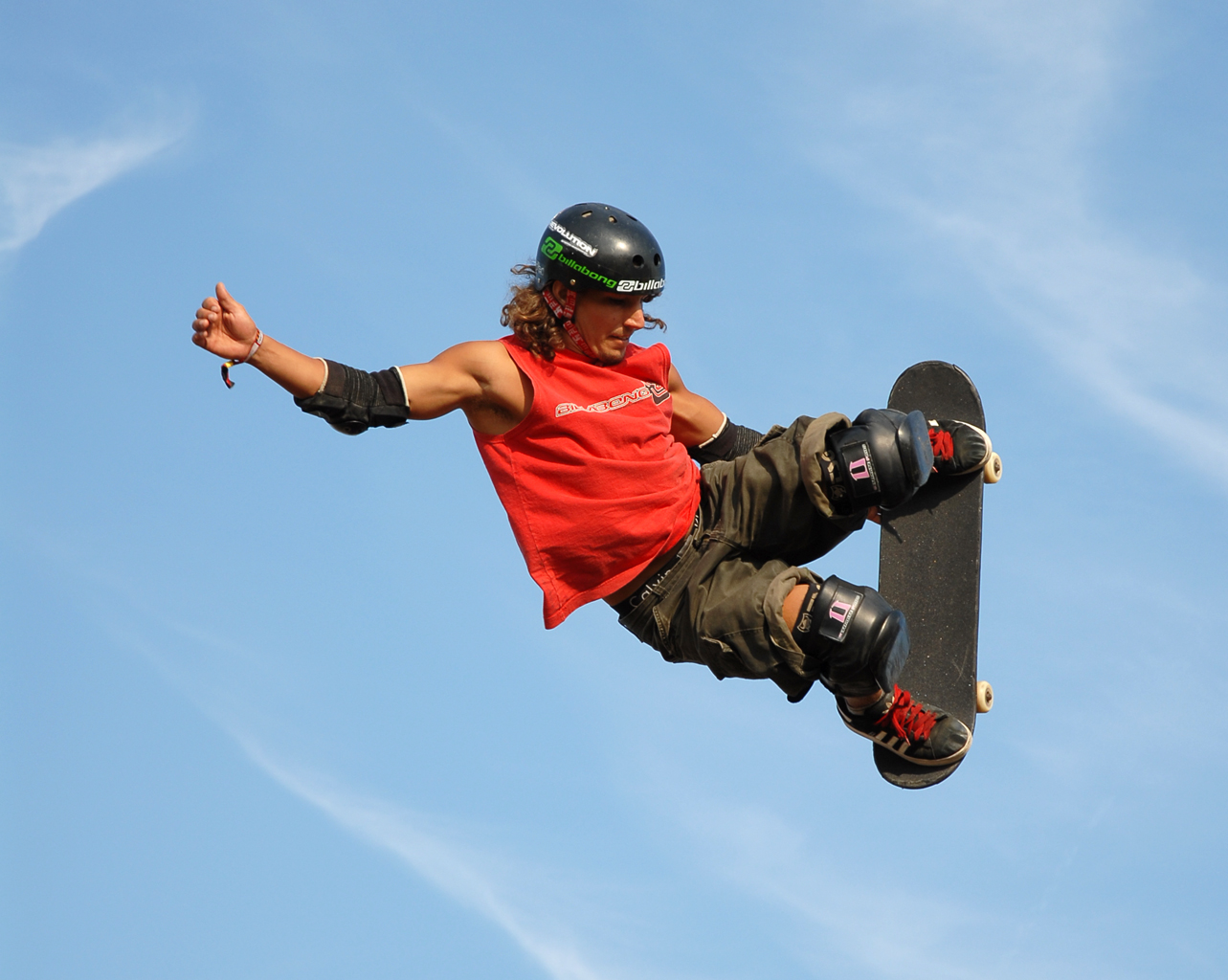
Le port de protections (casques, genouillères, coudières…) diminue les risques et la gravité des blessures.

Le skateboard est généralement considéré comme un sport extrême ; il est notamment intégré aux X Games, ce qui contribue à lui donner une image de sport à risques. Néanmoins, selon une étude américaine de 2002 relative aux nombre de pratiquants, la pratique du skateboard apparait deux fois moins risquée (blessures) que celle d'un sport de contact comme le basket-ball. Elle est deux fois plus risquée que celle du roller en ligne.
Selon la littérature internationale sur les blessures des sports à roulettes, la grande majorité des blessures sont liés à des chutes (89 % sur une étude d'un département français). Les autres circonstances sont les collisions avec des obstacles fixes (5 %), avec un véhicule motorisé, avec un vélo ou d'autres pratiquants à roulettes.
De nombreuses publications suggèrent une faible proportion (0-5 %) de collisions entre engins à roulettes et autres véhicules, mais les blessures sont alors les plus graves. Les collisions avec piétons sont rares.
Sur les circonstances des blessures, une étude sur des skateboarders canadiens rapportent que « 56 % des cas résultent de chutes lors d'une progression normale, 2 % de chutes lors d'une descente, et 41 % de chutes lors de la réalisations de figures (sauts ou autres : tricks) ». La pratique de la descente sur route à grande vitesse (et l'accrochage aux véhicules) semblent à l'origine de la majorité des accidents mortels.
Sur la nature des blessures, les études relèvent une prédominance des atteintes aux membres supérieurs (fractures), mais également des atteintes fréquentes aux membres inférieurs et à la tête (tête et face). Une étude de 2014 révèle deux fois plus de blessures au crâne (fracture, traumatisme cérébral, hémorragie intracrânienne) et au cou chez les longboardeurs (23% des cas), et deux fois plus d'atteintes neurologiques sévères, et recommande l'usage du casque pour la pratique du longboard.

## Culture du skateboard

### Le skateboard et l'image

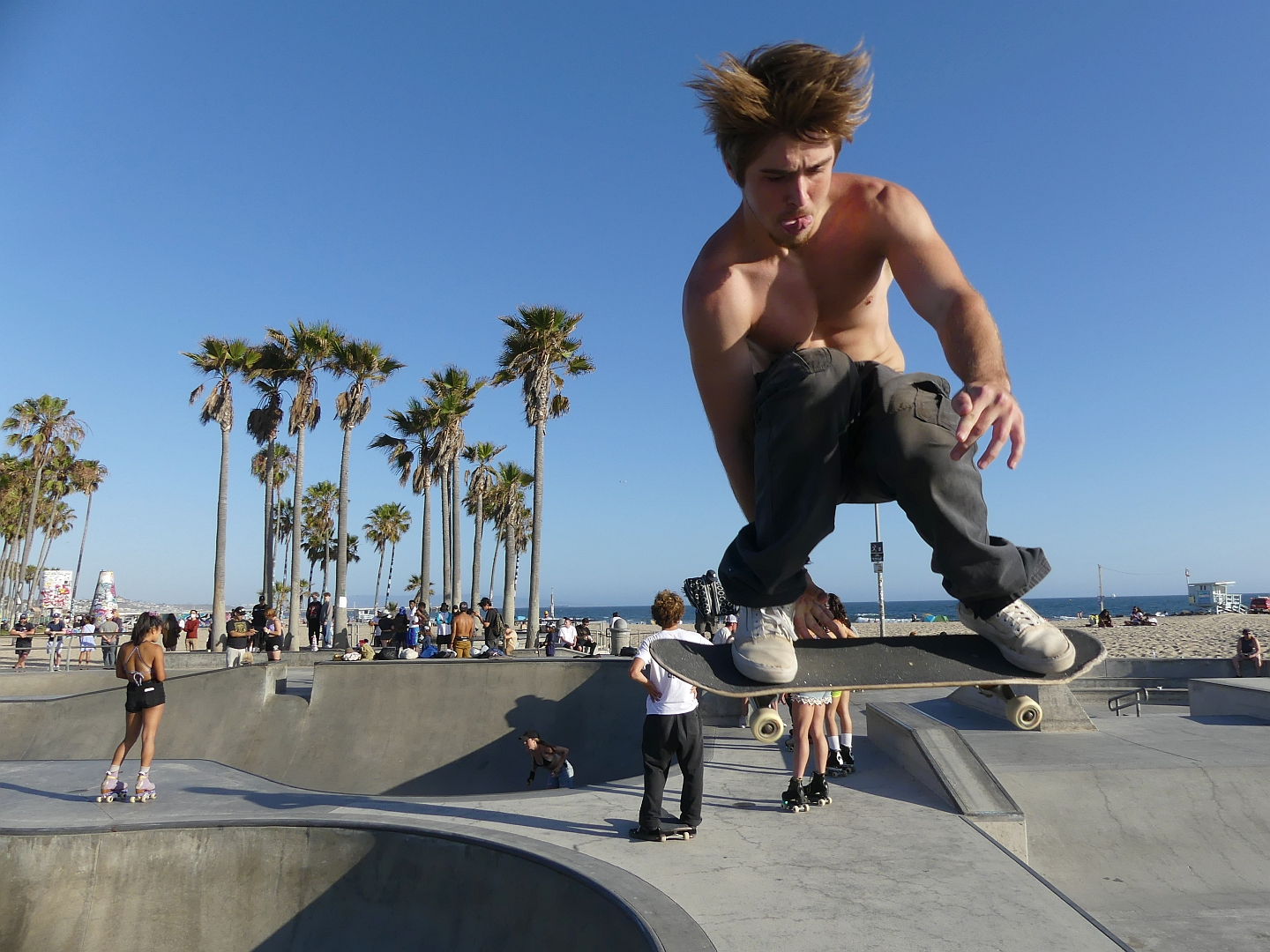
Un skateur à Venice Beach.

Les vidéos qui ont marqué, à chaque génération, l'histoire du skateboard, témoignent du lien entre skateboard et images. Même si l'innovation dans les figures et leurs enchaînements est devenue la mesure de référence d'une bonne vidéo, l'aspect esthétique de cet enchaînement, l'impression générale rendue, et le style demeurent indispensables pour que celle-ci entre dans l'histoire. Elle est, en général, associée à une bande-son qui « colle » aux séquences de chaque skateboarder.
On note la sortie du film Les Seigneurs de Dogtown, de Catherine Hardwicke, qui retrace l'évolution du skateboard à partir des années 1970 et des fondateurs d'une nouvelle discipline (le poolriding) qui va révolutionner le skateboard : Jay Adams, Stacy Peralta et Tony Alva.
Les vidéastes de skate Ty Evans et Spike Jonze, connus pour avoir réalisé la vidéo Yeah Right! sont les premiers à avoir franchi un cap au niveau de la réalisation des vidéos de skate. Ils utilisent des techniques et effets spéciaux de cinéma, et filment maintenant avec des caméras HD.

### Mode vestimentaire

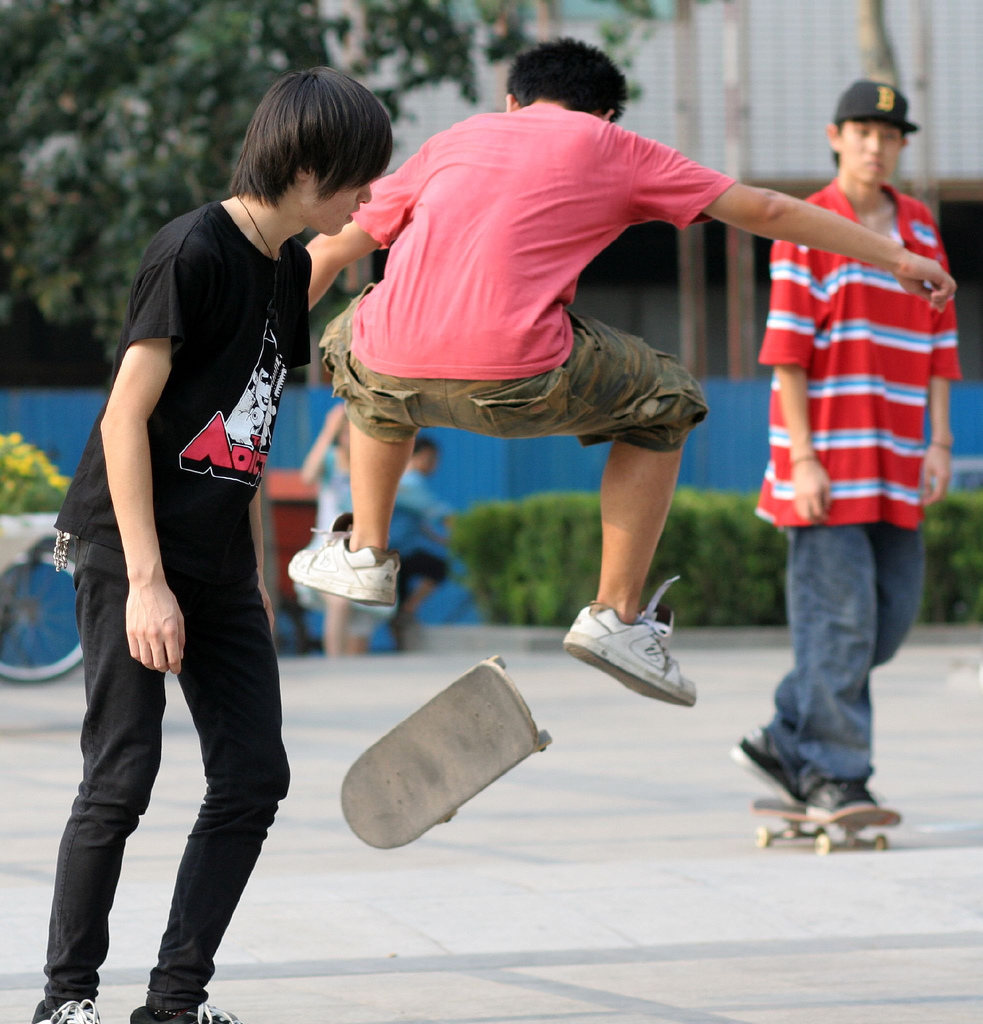
Tenues variées, inspirées de différents styles des skateurs américains, Chine 2007.

« Aujourd’hui, je pense que quand les gens pensent au « look skater », ils pensent principalement aux Vans, aux pantalons Dickies, aux chemises en flanelle et aux petits bonnets » - A. Castro
Les skateurs ne pratiquent pas avec une tenue spécifique de sport, mais avec des vêtements du quotidien permettant une aisance de mouvements. De par l'histoire du skateboard, ces vêtements sont ceux d'adolescents issus de milieux populaires californiens et d'une culture urbaine américaine.
À partir des années 1980, avec le succès et la médiatisation de leur activité, les skateurs ne tardent pas à devenir prescripteurs de mode : leur style vestimentaire, le streetwear, est graduellement repris par les jeunes et le grand public à travers le monde.
Rapidement de grands groupes de l'industrie du prêt-à-porter récupèrent cette tendance en investissant dans des marques prisées par les skateurs, à l'exemple de la marque de chaussures Vans.
Dans les années 1970, le style vestimentaire est inspiré par les surfeurs : short et couleurs vives, accessoires de surfeurs

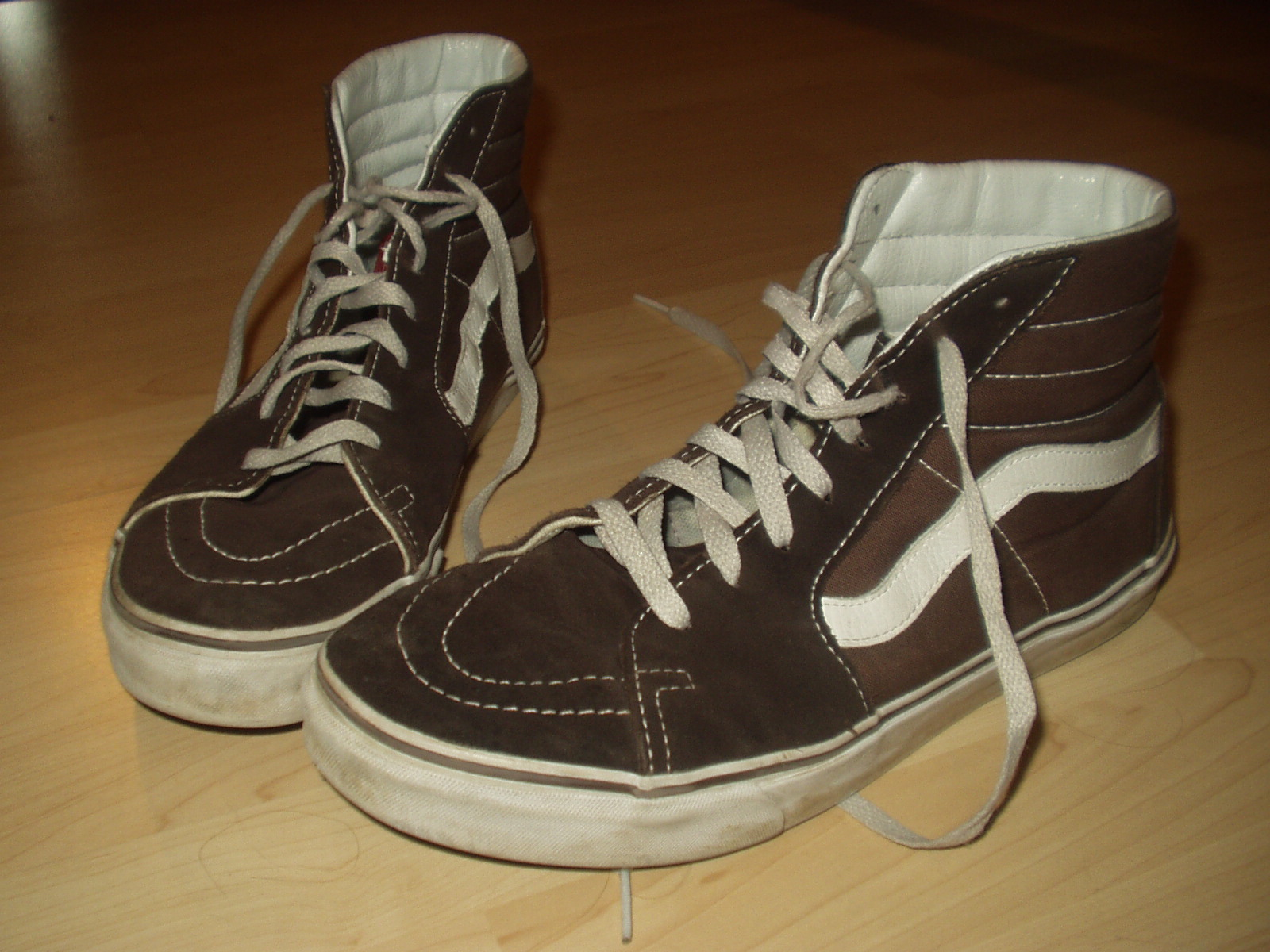
Paire de baskets Vans très utilisée par les skateurs dans les années 1980 et qui revient à la mode à partir de 2010.

Vers 1990, les skateurs diffuse un style de vêtements amples (inspiré par la culture rap), qualifié de Big pants, small wheels (littéralement « gros pantalon, petites roues »), constitué typiquement d'un t-shirt blanc siglé et long et d'un pantalon large (baggy), avec des marques comme Supreme (1994) ou Blind (1989). Le style et les marques repris par le grand public, les skateurs se tournent vers d'autres styles ou la dissimulation des logos à la fin des années 1990. Ultérieurement, se diffuse un style de vêtements serrés, avec des pantalons slim.
Moins visibles et plus âgés, les pratiquants de longboard sont parfois rattachés à la mode récente des hipsters californiens : chemise à motifs, barbe ou moustache, pantalon slim et attitude cool.
Les chaussures de skate, quant à elles, sont très particulières. Conçues à l'origine pour tenir au mieux sur un skateboard et s'abîmer le moins possible, avec de grosses semelles et munies de lacets épais, les "skate-shoes" sont désormais plus fines, privilégiant ainsi la sensibilité pour permettre aux skaters de réaliser des figures qui sont de plus en plus techniques.
À partir des années 2010, diverses marques de luxe tentent de s'attacher à la culture skate, afin de rajeunir leur image : Hermès, Louis Vuitton, Kenzo, Saint Laurent.

### Musique

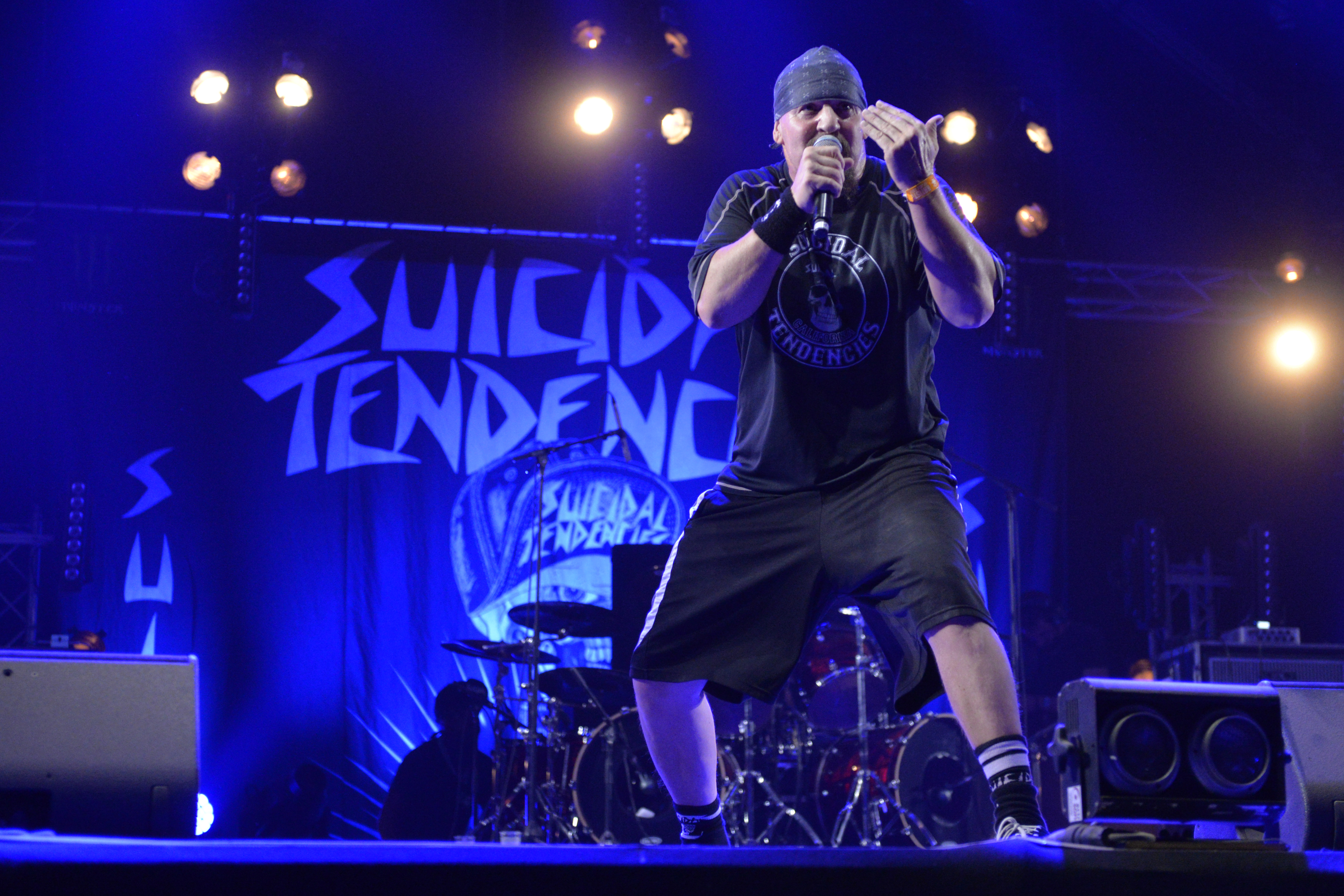
Mike Muir, chanteur du groupe californien Suicidal Tendencies (punk/heavy), est le frère de Jim Muir, skateur du groupe Z-Boys.

Selon les époques, divers courants musicaux ont été rattachés à la culture skateboard.
Vers 1975, lors de la mode du skateboard auprès du grand public, des styles musicaux très variés ont été accolés à l'image du skateboard par les médias généralistes et les publicitaires, à l'exemple du rock variété et du disco. Il semble néanmoins que les pratiquants assidus reliaient leur pratique du skate aux styles musicaux les plus agressifs de l'époque, notamment le heavy metal et le punk rock.
Au début des années 1980 se réalisent des rapprochements entre des groupes de punk hardcore et l'univers du skate (street, rampe et freestyle) : groupes comprenant des skateurs, pochettes de disque dans le thème du skate, compilations de « skate rock », articles de Trasher, engouement des adeptes de hardcore pour le skate, etc. Passion partagée ou opportunisme commercial, l'étiquette de « skate rock » apparait chez de nombreux groupes underground de hardcore, puis des groupes plus connus à l'exemple de Suicidal Tendencies (1982). Dérivé du punk californien, un courant musical nommé skate punk (ou skatecore) apparait à cette époque.
À partir de la fin des années 1980, des styles musicaux variés reprennent l'image du skateboard : le rap new-yorkais (Beastie Boys), le hardcore, le heavy metal (Metallica, Boneless Ones), le rock grand public (Red Hot Chili Peppers, INXS).
Plus récemment, lors de grands contests, des styles différents semblent regroupés dans la notion de « skate rock », pour autant que les morceaux comportent quelques riff de guitare. Dans les vidéos personnelles de skateurs (toutes disciplines confondues), les styles musicaux sont très variés et semblent plutôt rattachées aux goûts du skateur ou du réalisateur ; apparaissent ainsi une multitude de styles, tel que la folk, le jazz (Video Days 1981), le reggae, la funk, la pop, l'electro, etc.
À partir des années 2010, les pratiques de longboard dancing illustrent des clips de styles variés ; electro (Skrillex 2017, Michael Calfan, Merk & Kremont), pop (Yall)

### Jeux vidéo
Plusieurs jeux vidéo ont pour thème le skateboard.
Vers 1985, quelques rares jeux d'arcade offraient de courtes scènes avec un personnage sur un skateboard. Mais c'est en 1986 que sortent les premiers jeux ayant pour thème principal le skateboard, comme 720° (Atari Inc, 1986), proposant les pratiques acrobatiques en skatepark, Skate Rock (1986), Electric Wonderland (1986). Plusieurs jeux de skate suivront les années suivantes, dont par exemple : Skate or Die! (1988), Top Skater (1997) ayant pour thème la descente, Skate and Destroy (Rockstar, 2000),.
Le premier jeu de skateboard à avoir eu un gros succès est la série des Tony Hawk's Skateboarding (1999), considéré comme le meilleur jeu de skate mais aussi l'un des meilleurs jeux vidéo de l'époque. D'autres jeux ont été remarqués comme Disney's Extreme Skate Adventure (2003), Skate (2007), Skate 3 (2010).

### Cinéma
Films dans lesquels le skateboard tient une place importante ou centrale :
- Rouli-roulant, film de Claude Jutra, sorti en 1966.
- Le jardin des planches, court-métrage de Monique Barrière, 1977, France[65].
- Skateboard, film de George Cage, avec Tony Alva, Leif Garrett…, sorti en 1978.
- Skate Gang, film de David Winters, sorti en 1986.
- The Skateboard Kid, film de Larry Swerdlove, sorti en 1993.
- Kids, de Larry Clark, sorti en 1995.
- Dogtown and Z-Boys, documentaire de Stacy Peralta, sorti en 2001.
- Grind, de Casey La Scala, sorti en 2003.
- Les Seigneurs de Dogtown, de Catherine Hardwicke, sorti en 2005.
- Wassup Rockers, de Larry Clark, sorti en 2006.
- Paranoid Park, de Gus Van Sant, sorti en 2007.
- Skate or Die, de Miguel Courtois, sorti en 2008.
- À l'ouest de Pluton, de Myriam Verreault et Henry Bernadet, sorti en 2009.
- Street Dreams, de Chris Zamoscianykb sorti en 2009.
- Danger Dave, de Philippe Petit, sorti en 2014.
- Danger Dave, de Philippe Petit, sorti en 2014.
- 90's, de Jonah Hill sorti en 2018.
- Skate Kitchen, de Crystal Moselle sorti en 2018.
- Skater Girl, de Manjari Makijany sorti en 2021.

### Littérature
Livres dans lesquels le skateboard tient une place importante ou centrale :
- Franky Snow, de Buche sorti en 1999.
- Paranoid Park, de Blake Nelson sorti en 2006.
- Ada & Zangemann : Un conte sur les logiciels, le skateboard et la glace à la framboise, de Matthias Kirschner et Sandra Brandstätter sorti en 2021.

## Règlementation

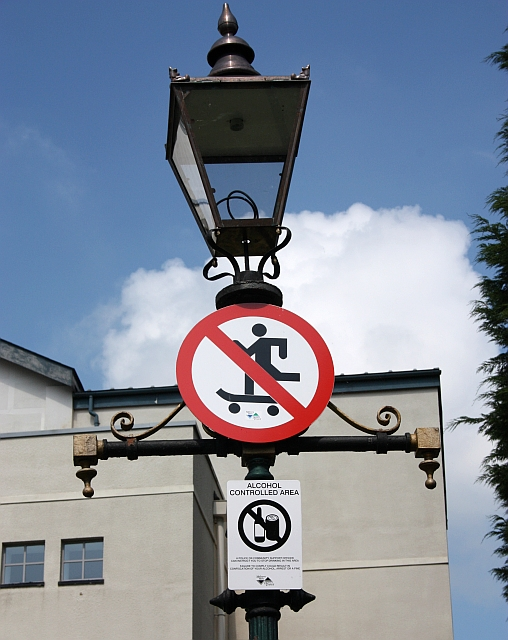
Panneau d'interdiction du skateboard (Royaume-Uni).

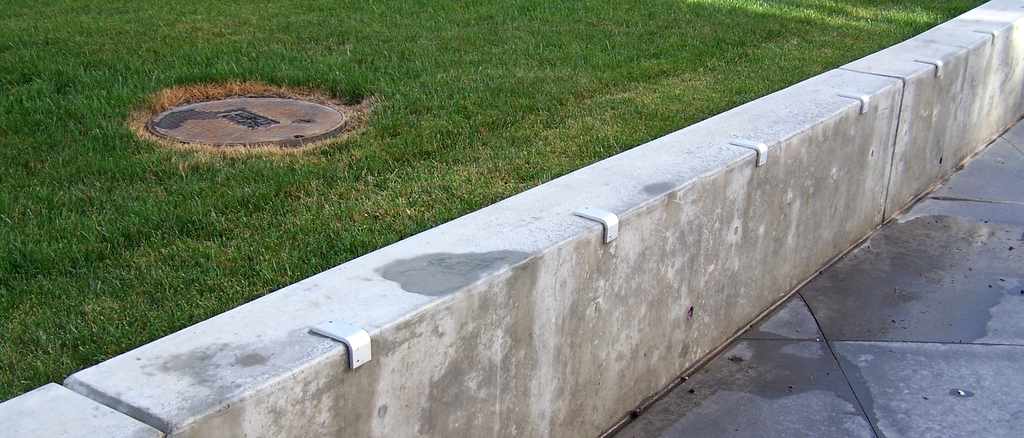
Éléments métalliques « anti-skate » fixés sur un muret, pour empêcher les glissades (grind).

La pratique du skateboard dans les espaces publics est fréquemment considérée par les pouvoirs publics comme une source de nuisance (bruits), de dégradation (mobilier urbain), d'insécurité (rassemblement de jeunes), de danger (collision avec piétons ou automobiles).
Selon les villes, de nombreuses règlementations locales ou nationales visent à interdire partiellement ou totalement la pratique du skate dans les rues, les places publiques, sur la chaussée ou les trottoirs. Dans certains pays (France, Allemagne…), le skateboard n'est pas considéré comme un véhicule, et ses usagers n'ont pas le droit de circuler sur les routes ou les pistes cyclables.
Pour le chercheur Thierry Brenac, les interdictions du skateboard (en France) sont également motivées (au niveau local) par « une volonté de normaliser les conduites dans l'espace public, voire d'écarter une certaine population — jeune, peu consommatrice, et jugée susceptible de gêner ou d'effrayer les consommateurs et les touristes — d'espaces économiquement importants comme les secteurs touristiques et commerçants. ».
En raison des risques de chute mortelle ou de collision, de nombreuses villes américaines interdisent (fortes amendes) la pratique de la descente sur route. D'autres types de règlementation (notamment municipales) peuvent s'appliquer au skateboard : délimitation des lieux de pratique (places ou quartiers interdits), port du casque, interdiction d'écouteurs musicaux, manière de skater (interdiction d'être attaché, etc), horaires.
Ces interdictions sont parfois contestées par les skateurs à travers le slogan « skateboarding is not a crime » (auto-collant, T-shirt), qui fait écho aux fréquentes verbalisations et arrestations de skateurs américains dans les années 1980 et au début des années 1990.

### Règlementation en France
En France, le skateur, lorsqu'il circule sur la voie publique, est un piéton au regard du code de la route. C'est en tous les cas le sens de la réponse du ministre de l'intérieur en 2004 à une question écrite : « En l'absence de réglementation spécifique, les utilisateurs d'engins à roulettes sont, lorsqu'ils circulent sur la voie publique, assimilés à des piétons ».
Néanmoins, des règlementations locales (décrets municipaux) interdisent la pratique du skateboard (street, déplacement) dans l'espace public de nombreuses villes françaises, à l'exemple de Paris, Aix-en-Provence.